# Guerre de Continuation
 (septembre 2014).
Si vous disposez d'ouvrages ou d'articles de référence ou si vous connaissez des sites web de qualité traitant du thème abordé ici, merci de compléter l'article en donnant les références utiles à sa vérifiabilité et en les liant à la section « Notes et références ».
Seconde Guerre mondiale
Batailles
1941
- Carélie du Ladoga
- Isthme de Carélie
- Carélie orientale
- Silberfuchs
  - Renntier
  - Platinfuchs
  - Polarfuchs
- Kirkenes et Petsamo
- Hanko
- Bengtskär
- Porlampi

1942
- Suursaari
- Someri

1944
- Vyborg-Petrozavodsk
  - Tienhaara
  - Tali-Ihantala
  - Île de Nerva
  - Baie de Vyborg
  - Vuosalmi
  - Nietjärvi
  - Ilomantsi
  - Hokki

Campagnes de la mer Baltique
Front de l’Est

Prémices :
- Campagne de Pologne
- Guerre d'Hiver

Guerre germano-soviétique :
- 1941 : l'invasion de l'URSS

- Opération Barbarossa

Front nord : 
- Guerre de Continuation
- Opération Silberfuchs
- Siège de Léningrad

Front central : 
- 2e bataille de Brest-Litovsk
- Bataille de Białystok–Minsk
- 1re bataille de Smolensk
- Bataille de Kiev

Front sud : 
- Siège d'Odessa
- Campagne de Crimée

- 1941-1942 : la contre-offensive soviétique

Front nord : 
- Poche de Demiansk
- Poche de Kholm

Front central : 
- Bataille de Moscou

Front sud : 
- Seconde bataille de Kharkov

- 1942-1943 : de Fall Blau à la 3e bataille de Kharkov

Front nord : 
- Offensive de Siniavino
- Opération Iskra
- Bataille de Krasny Bor
- Opération Poliarnaïa Zvezda

Front central : 
- Opération Mars

Front sud : 
- Bataille du Caucase (opération Fall Blau)
- Bataille de Stalingrad
- Opération Uranus
- Opération Saturne
- Offensive d'Ostrogojsk-Rossoch
- Offensive de Voronej-Kastornoe
- Opération Gallop
- Opération Étoile
- Troisième bataille de Kharkov

- 1943-1944 : libération de l'Ukraine et de la Biélorussie

Front central : 
- 2e bataille de Smolensk
- Opération Bagration

Front sud : 
- Bataille de Koursk
- Bataille du Dniepr
- Offensive Dniepr-Carpates
- Offensive de Crimée
- Offensive de Lvov-Sandomir

- 1944-1945 : campagnes d'Europe centrale et d'Allemagne

Allemagne : 
- Offensive Vistule-Oder
- Offensive de Poméranie orientale
- Siège de Breslau
- Offensive de Prusse-Orientale
- Bataille de Königsberg
- Bataille de Seelow
- Bataille de Bautzen
- Bataille de Berlin
- Capitulation allemande

Front nord et Finlande : 
- Guerre de Laponie
- Offensive Leningrad-Novgorod
- Bataille de Narva

Europe orientale : 
- Opération Margarethe
- Insurrection de Varsovie
- Soulèvement national slovaque
- Opération Panzerfaust
- Bataille de Budapest
- Opération Frühlingserwachen
- Offensive de Vienne
- Insurrection de Prague
- Offensive de Prague
- Bataille de Slivice

Front d’Europe de l’Ouest

Campagnes d'Afrique, du Moyen-Orient et de Méditerranée

Bataille de l’Atlantique

Guerre du Pacifique

Guerre sino-japonaise

Théâtre américain
La guerre de Continuation (en finnois : jatkosota ; en suédois : fortsättningskriget ; en russe : Война́-продолже́ние), également appelée guerre soviético-finlandaise (en russe : Советско-финская война), est un conflit qui opposa la Finlande et l'Union soviétique du 25 juin 1941 au 19 septembre 1944 (armistice de Moscou), pendant la Seconde Guerre mondiale. Le Royaume-Uni avait déclaré la guerre à la Finlande le 6 décembre 1941, mais ne prit finalement pas part activement au conflit. En revanche, l'Allemagne nazie, juste engagée dans la guerre contre l'URSS, fournit un important soutien matériel et sa coopération militaire à la Finlande, cette dernière se trouvant de facto en état de cobelligérance avec le Troisième Reich. Ce conflit fut formellement clos avec le traité de Paris de 1947.
La guerre de Continuation se nomme ainsi pour la distinguer clairement de la guerre d'Hiver qui opposa également la Finlande et l'URSS entre le 30 novembre 1939 et le 13 mars 1940, guerres séparées par la Grande Trêve mais liées par le même contexte. Du point de vue soviétique, la guerre de Continuation est un des fronts de la grande guerre patriotique menée contre l'Allemagne nazie et ses alliés. D'autre part, cette guerre était considérée comme indépendante de la Seconde Guerre mondiale par les Finlandais, ce qui n'était pas du goût du régime allemand, principal soutien de la Finlande dans le conflit.

## Introduction
Bien que la guerre de Continuation ne constituât qu'un conflit en marge de la Seconde Guerre mondiale, et malgré les effectifs relativement restreints des troupes qui y prirent part, son histoire intrigue à la fois parce qu'elle remet en question la certitude confortable de la moralité des efforts fournis par les Alliés et parce qu'elle remet en cause tant les théories universitaires que les croyances populaires sur le fait que des nations démocratiques ne se font pas la guerre entre elles. Le Royaume-Uni et ses dominions déclarèrent la guerre à la Finlande le jour de sa fête nationale d'indépendance de 1941, cependant les États-Unis ne firent pas de même. En réalité, les Swordfish britanniques ne firent que bombarder les bateaux allemands dans le port finlandais de Petsamo, au-delà du cercle polaire. Il est possible que pour leur part, les renseignements finlandais aient participé de manière active aux attaques des Allemands contre les convois anglais vers Mourmansk.
Pendant le conflit, la Finlande combattit aux côtés de l'Allemagne contre l'ennemi commun soviétique, qui était quant à lui allié au Royaume-Uni et, par la suite, aux États-Unis. Le souvenir de la guerre d'Hiver de 1939, et l'incapacité des Alliés lors de ce conflit à apporter un soutien efficace aux Finlandais poussèrent alors la Finlande à s'allier avec l'Allemagne.
À la fin de la guerre, le bilan n'était pas vraiment sujet à controverse en Finlande, et rétrospectivement, le consensus y est assez large sur le fait que les Finlandais en tant que peuple n'auraient sans doute pas survécu s'ils n'avaient pas coopéré avec l'Allemagne nazie. La conscience collective finlandaise, pendant les années 1960-1970, changea de point de vue et considéra la guerre de Continuation comme une erreur. De nos jours, certains tendent à assurer que rien ne pouvait être fait pour éviter que la Finlande ne basculât dans la guerre d'Hiver, provoquée par l'URSS, puis la guerre de Continuation, tout du moins rien pendant les dernières années précédant la Seconde Guerre.
Les principaux événements de la Seconde Guerre mondiale, et en général les différentes phases de la guerre eurent un impact fondamental sur la tournure du conflit :
- l'invasion par l'Allemagne de l'Union soviétique (opération Barbarossa) correspond à peu de chose près au début de la guerre de Continuation.
- l'offensive alliée en France (bataille de Normandie) fut coordonnée avec l'offensive majeure menée par les Soviétiques contre la Finlande (du 9 juin au 15 juillet 1944), qui aboutit à une alliance de cinq semaines entre la Finlande démocratique et l'Allemagne (du 26 juin au 4 août 1944).
- la course vers Berlin menée entre les Américains et les Soviétiques entraîna la fin de la guerre de Continuation, l'Europe du Nord n'étant plus le principal théâtre d'opérations.

## Les objectifs de la guerre

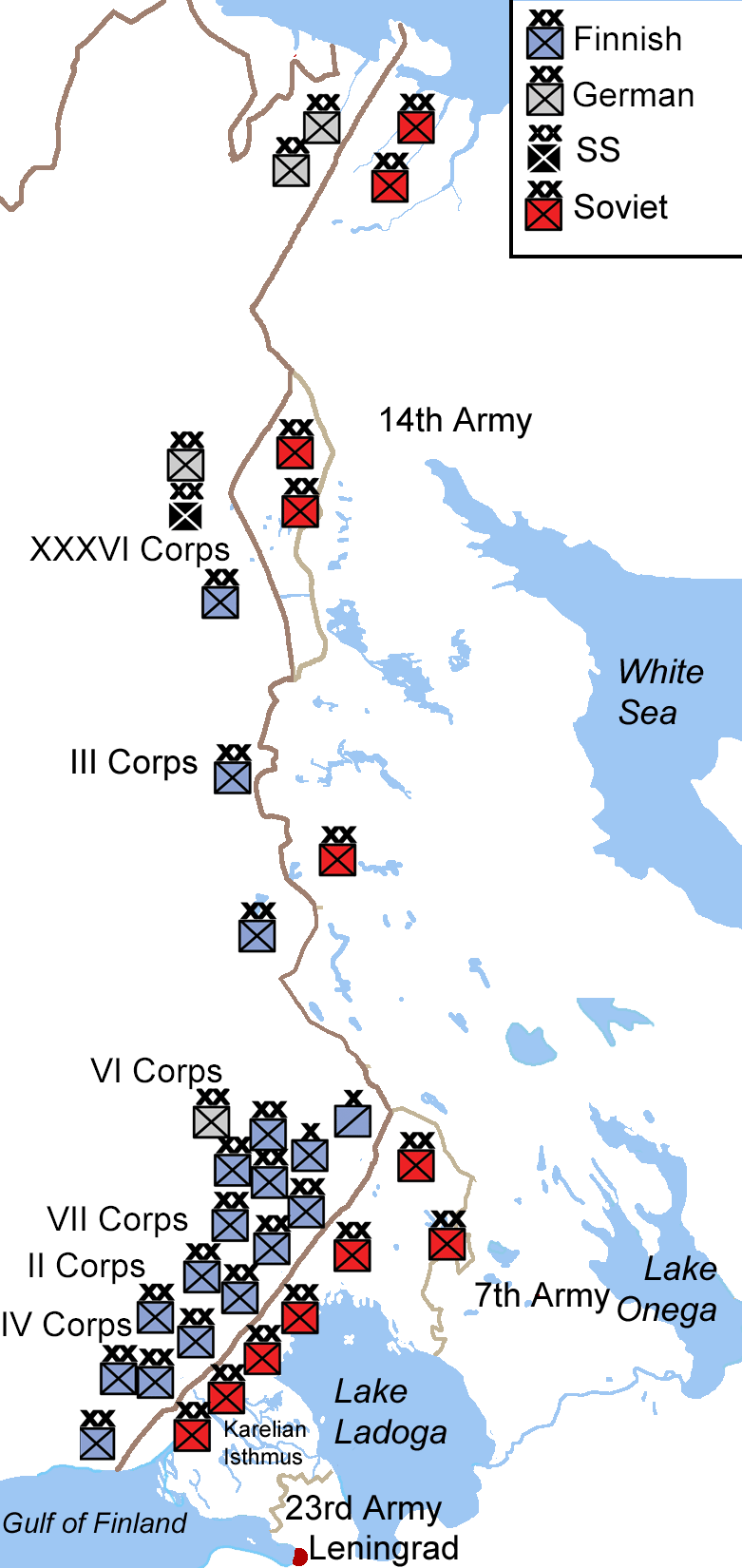
Forces en présence finlandaises, allemandes et soviétiques au début de la guerre de Continuation, en juin 1941. Les frontières finlandaises en clair sont celles antérieures au traité de paix de Moscou de 1940.

Le but principal de la Finlande pendant la Seconde Guerre mondiale fut de survivre en tant qu'État démocratique indépendant[réf. nécessaire], capable de maintenir sa souveraineté dans un environnement politique très hostile. De manière spécifique, lors de la guerre de Continuation, la Finlande cherchait à récupérer les territoires qu'elle avait perdus après le traité de Moscou de mars 1940, et à étendre son territoire plus à l'Est, afin d'avoir plus de terre à défendre avant que l'URSS n'entrât en territoire proprement finlandais. D'autre part, quelques petits groupes d'extrême droite soutenaient l'idéologie de la Grande Finlande. L'effort finlandais pendant la guerre fut, d'un point de vue formel, une réussite, même si le prix en pertes humaines, paiements de dommages de guerre, pertes territoriales, perte de réputation à l'échelle mondiale fut lourd, et qu'en conséquence la politique de la Finlande dut par la suite « s'adapter » aux vues de l'Union Soviétique (« finlandisation »). L'alliance finlando-allemande fut très différente de la plupart des autres relations entre nations de l'Axe. Un exemple frappant qui illustre cela est le fait que les juifs finlandais participèrent aux combats contre les Soviétiques. Malgré des demandes répétées des nazis, les Finlandais n'estimèrent pas avoir de question juive à résoudre.
La Finlande et l'Allemagne n'étaient donc pas alliées de jure, elles n'étaient alliés que de facto. Les Finlandais et les Allemands étaient seulement frères d'armes, la Finlande et l'Allemagne se battant toutes deux contre l'URSS mais pour des raisons différentes. La Finlande manquant d'armes dans son combat contre l'Union soviétique, elle accepta que les Allemands attaquent l'URSS à partir de son territoire en échange d'armes.

## Éléments de contexte

### Avant la Seconde Guerre mondiale
Bien que la Carélie orientale n'ait à proprement parler pas fait partie de la Finlande, du moins dans les derniers siècles, une bonne partie de ses habitants étaient des Caréliens orthodoxes parlant finnois. Après la déclaration d'indépendance de la Finlande, des voix s'élevèrent réclamant l'annexion de la Carélie orientale afin de la libérer de son « oppression ». Ces revendications aboutirent à quelques incursions dans la zone (expédition de Viena et expédition d'Aunus), qui restèrent infructueuses. La Finlande posa également à plusieurs reprises la question de la Carélie orientale devant la Société des Nations, sans plus de succès.
Dans les cercles de droite, on célébrait le rôle qu'eut l'Allemagne impériale dans la victoire des « Blancs » sur les rebelles socialistes pendant la guerre civile finlandaise, bien que l'on avouât que l'on eût préféré le soutien des nations scandinaves ou de la Grande-Bretagne plutôt que celui de l'Allemagne. La politique de défense de la Finlande se dirigea tout d'abord vers la constitution d'un cordon sanitaire, dans laquelle les nations nouvellement indépendantes comme la Pologne, les républiques baltes et la Finlande formeraient une alliance de défense mutuelle contre l'URSS, mais lorsque les négociations échouèrent, la Finlande se tourna vers la SDN pour sa sécurité. Les pourparlers avec les États scandinaves eurent également peu de succès. En 1932, la Finlande et l'Union soviétique signèrent un pacte de non-agression, mais même les observateurs de l'époque le considéraient déjà comme de valeur pour le moins douteuse.
L'accord de paix fut rompu en 1937 par l'Union soviétique lorsqu'elle interdit la navigation des navires finlandais entre le lac Laatokka (Ladoga) et le golfe de Finlande via la rivière Neva. Un des articles de cet accord stipulait en effet la liberté d'emprunter cet itinéraire pour les navires marchands.

### Le Pacte germano-soviétique et la guerre d'Hiver
Le Pacte germano-soviétique de 1939 autorisait l'URSS à accroître sa pression sur les pays baltes et sur la Finlande. Les républiques baltes cédèrent bientôt aux exigences soviétiques, mais la Finlande persistait dans ses réticences. En conséquence, la guerre d'Hiver débuta le 30 novembre 1939. La condamnation de l'attaque par la SDN et par les pays tiers n'infléchit pas la politique soviétique. Une aide internationale fut planifiée pour secourir la Finlande, mais bien peu de chose se matérialisa pour le pays agressé.
Le traité de paix de Moscou de 1940, qui mit fin à la guerre d'Hiver, fut ressenti comme une grande injustice. 10 % de la superficie du pays et 20 % de son potentiel industriel revenaient à l'URSS. 12 % de la population finlandaise dut fuir pour rester en terre finnoise. Hanko fut louée à l'URSS afin qu'elle y établît une base militaire. Néanmoins, la Finlande réussit à empêcher l'URSS d'annexer la totalité de son territoire et gagna de la considération au point de vue international pour avoir résisté à un pays environ 47 fois plus peuplé et 66 fois plus étendu.

### La Trêve
Le traité de Moscou fut un choc pour les Finlandais. Il fut ressenti comme la pire déconvenue de la politique extérieure en Finlande, qui était pourtant basée sur une multitude d'accords multilatéraux d'aide et de soutien. Il fallait maintenant tenter de créer des liens bilatéraux avec les ennemis d'hier, comme l'URSS ou l'Allemagne nazie. L'opinion publique finlandaise espérait ardemment le retour de la Carélie finnoise dans le giron du pays, et mettait tous ses espoirs dans les traités de paix qui ne manqueraient pas de suivre la fin de la guerre mondiale. Le terme de Välirauha (« Trêve ») fut utilisé dès lors que ce traité de paix mal perçu fut conclu.
Bien que le traité de paix ait été signé, l'état de guerre et la censure furent maintenus, du fait de l'élargissement du conflit mondial, des difficultés d'approvisionnement et du délabrement de l'armée finlandaise. Cela permit au président Kyösti Kallio de demander au maréchal Mannerheim de rester commandant en chef des forces armées et de superviser son réarmement et sa formation. Pendant l'année 1940, la Finlande reçut le matériel qu'elle avait acheté ou qui lui avait été donné pendant ou juste après la guerre d'Hiver. Les dépenses militaires s'élevèrent cette année-là à 45 % du budget de l'État finlandais. Le traité commercial conclu avec le Royaume-Uni fut d'un effet restreint du fait de l'occupation par l'Allemagne de la Norvège et du Danemark.
L'Allemagne nazie attaqua la Scandinavie le 9 avril 1940 lors de l'opération Weserübung. La Finlande comme la Suède évitèrent l'occupation de leur territoire mais étaient désormais prises en tenaille entre l'Union soviétique et le Troisième Reich. Des dizaines de volontaires norvégiens avaient participé à la guerre d'Hiver, et en signe de gratitude, des volontaires finlandais participèrent au combat de la Norvège contre l'Allemagne en formant une unité médicale sous l'influence directe du maréchal Mannerheim. Les effets de cet encerclement furent notamment ravageurs pour les importations d'engrais qui, en addition avec le contrecoup de la guerre d'Hiver, portèrent un coup dur à la production agricole du pays. Les pénuries de nourriture pouvaient être en partie comblées par des achats à la Suède et à l'Union soviétique, bien que leur livraison retardée fût un autre moyen de pression de l'Union soviétique sur la Finlande. Celle-ci n'avait donc d'autre choix que de se tourner vers l'Allemagne.
À partir de mai 1940, la Finlande entama une campagne de restauration des bonnes relations bilatérales avec l'Allemagne. Non seulement les médias finlandais restreignirent leurs critiques envers le régime nazi, mais ils y prirent une part importante. L'opposition était censurée. Après l'armistice en France, cette campagne fut intensifiée.
L'application du traité de Moscou posait de nombreux problèmes. Le retour forcé des usines, des locomotives et des wagons évacués pendant le conflit de la Carélie à présent annexée, l'inflexibilité des Soviétiques sur des questions qui auraient pu facilement lever certaines difficultés relatives au nouveau tracé de la frontière — comme l'autorisation de pêcher dans le canal de Saimaa — augmentèrent les méfiances à l'égard des intentions de l'URSS. Le nouvel ambassadeur soviétique à Helsinki, Ivan Zotov, n'avait pas vraiment le sens de la diplomatie et tentait de faire avancer les intérêts soviétiques en Finlande. Dans ses rapports, il recommandait d'en finir avec la Finlande et de l'annexer en totalité.
Le 23 juin 1940, l'Union soviétique demande des autorisations de prospection minière à Petsamo. Le 27 juin, Moscou réclame la démilitarisation d'Åland[pourquoi ?]. Après que la Suède eut signé un accord portant sur le transit de troupes sur son sol avec l'Allemagne le 8 juillet, l'URSS demanda des droits similaires pour ses troupes dans la péninsule d'Hanko. Le droit de passage est accordé le 6 septembre, et la démilitarisation d'Åland est accordée le 11 octobre, mais les négociations au sujet de Petsamo s'éternisent. L'Union soviétique demande également certaines modifications de la politique intérieure de la Finlande, par exemple en poussant à l'éviction de Väinö Tanner du gouvernement[pourquoi ?]. Tout cela rappelait fortement à la population la manière dont les républiques baltes avaient été occupées puis annexées quelques mois plus tôt.
À l'insu de la Finlande, Adolf Hitler commençait à songer à l'invasion de l'Union soviétique (opération Barbarossa). Il n'était pas intéressé par la Finlande avant la guerre d'Hiver, mais dès lors il se rendit compte de l'intérêt stratégique de la Finlande, pouvant lui servir de base pour ses opérations futures, ainsi que de la valeur de l'armée finlandaise. Durant les premières semaines d'août, les craintes allemandes concernant une attaque imminente de l'URSS de Staline contre la Finlande poussèrent Hitler à lever son embargo sur les armes à destination d'Helsinki. Des négociations furent entreprises concernant un éventuel droit de passage de troupes allemandes en Finlande en échange d'armes et d'autres marchandises. Pour le Troisième Reich, il s'agissait d'une infraction au Pacte germano-soviétique tout comme il s'agissait pour la Finlande d'une infraction au traité de Moscou. Les Soviétiques ayant au préalable insisté sur le fait que l'accord avec Helsinki portant sur l'envoi de troupes soviétiques à Hanko, cela rendait plus facile aux Finlandais de taire l'accord passé avec Berlin sur le passage de troupes allemandes jusqu'au moment où les premières troupes arriveraient effectivement.

### La marche à la guerre

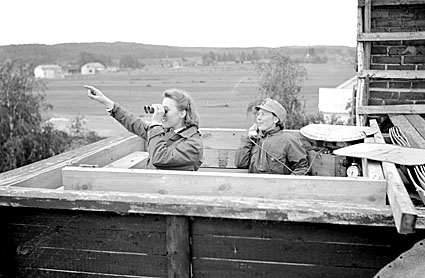
Finlandaises volontaires dans l'organisation de défense anti-aérienne Lotta Svärd.

Les négociations portant sur la concession de mines de nickel à Petsamo duraient déjà depuis six mois lorsque le ministère des affaires étrangères soviétique fit savoir en janvier 1941 que les discussions devaient désormais trouver une conclusion rapide. Le même jour, l'Union soviétique stoppa ses livraisons de céréales à la Finlande. L'ambassadeur Zotov fut rappelé à Moscou le 18 janvier, et la radio de Moscou rendit compte des préparatifs en vue d'une offensive contre la Finlande. Les Allemands stationnés au Nord de la Norvège rapportèrent que les Soviétiques avaient rassemblé 500 bateaux de pêche à Mourmansk, capables de transporter une division. Hitler ordonna à ses troupes d'occuper immédiatement Petsamo (opération Renntier) si l'Union soviétique lançait son offensive sur la Finlande.
Après l'échec des pourparlers sur les mines de nickel, les relations diplomatiques entre les deux pays furent rompues pendant quelques mois. Ce laps de temps vit, évidemment, s'accroître l'intérêt que portait l'Allemagne à la Finlande.
Le ministre allemand des affaires étrangères envoya Ludwig Weissauer en Finlande le 5 mai, cette fois-ci pour expliquer clairement que la guerre entre l'Allemagne et l'Union soviétique ne serait pas déclenchée avant le printemps 1942. La Finlande y apporta crédit, tout du moins de façon officielle, et transmit l'information à la Suède et au Royaume-Uni. Comme la guerre fut déclarée seulement deux mois après, il est aisé de comprendre que les Suédois et les Anglais pouvaient avoir l'impression que les Finlandais leur avaient menti.
Au printemps 1941, la Finlande et l'Allemagne entamaient des discussions concernant une coopération militaire active, des opérations conjointes, la mise en commun des moyens de communication et la sécurisation des itinéraires maritimes. La Finlande demanda une aide matérielle importante pour prendre part au combat contre l'Union soviétique aux côtés de l'Allemagne, ainsi que des garanties concernant son indépendance. Elle désirait également retrouver ses frontières d'avant le traité de Moscou (et même plus), la poursuite des livraisons de céréales, et que les troupes finlandaises ne franchissent pas la frontière avant que les Soviétiques n'y fassent d'incursion. L'arrivée des troupes allemandes qui devaient prendre part à l'opération Barbarossa commença le 7 juin à Petsamo.
L'armée finlandaise se réarma rapidement grâce à l'aide importante apportée par l'armée allemande. En effet, les Finlandais transformèrent leur petite armée en une véritable machine de guerre. De 135 000 hommes, ils passèrent à 320 000 hommes ; d'une trentaine de chars, à 500 chars. Leur aviation se modernisa et reçut 1 800 avions de combat.
Le parlement finlandais fut informé de ces tractations pour la première fois le 9 juin, lorsque les premiers ordres de mobilisation furent émis à destination des troupes nécessaires au bon déroulement des phases ultérieures de la mobilisation générale. Le 20 juin, le gouvernement ordonna l'évacuation de 45 000 personnes proches de la frontière soviétique. Le 21 juin 1941, le chef de l'état-major, Erik Heinrichs, fut enfin prévenu par son homologue allemand que l'attaque était désormais imminente.

## L'offensive finlandaise de 1941

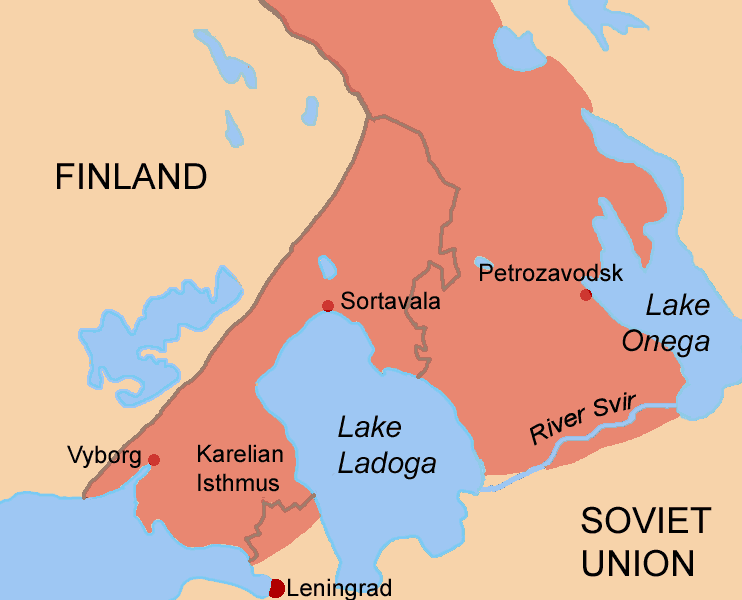
L'avancée extrême des unités finlandaises pendant la guerre de Continuation. Les frontières figurées sont celles d'avant et d'après la guerre d'Hiver.

L'opération Barbarossa avait déjà débuté dans les secteurs proches de la Baltique en ces dernières heures du 21 juin, lorsque des bateaux mouilleurs de mines allemands, restés à l'abri dans l'archipel finlandais, mirent en place deux grands champs de mines dans le golfe de Finlande,.
Ces champs de mines se révélèrent suffisants pour confiner les navires soviétiques de la flotte de la Baltique à l'extrême est du golfe de Finlande. Plus tard, la même nuit, des bombardiers allemands volèrent le long de la côte pour rallier Leningrad où ils minèrent le port et la rivière Neva. Sur leur chemin de retour, ils se ravitaillèrent à l'aérodrome d'Utti. La Finlande craignait que l'Union soviétique ne tentât d'occuper Åland, donc l'opération Kilpapurjehdus (fi) (course de voiles) fut lancée dans les premières heures du 22 juin pour occuper Åland. Des bombardiers soviétiques dirigèrent leurs attaques contre les navires finlandais durant l'opération, sans infliger de dommages. Les sous-marins finlandais déposèrent également six petits champs de mines entre 8 h et 10 h entre Suursaari et la côte estonienne conformément aux accords de défense ayant eu cours avant guerre entre la Finlande et l'Estonie.
Le matin du 22 juin, le Corps d'armée de montagne norvégien allemand (troupe d'infanterie de montagne « Norvège ») mit en marche l'opération Renntier et entama son mouvement depuis le Nord de la Norvège vers Petsamo. La Finlande n'ayant pas permis d'attaques allemandes contre l'Union soviétique directement depuis son sol, les forces allemandes durent cesser le feu à Petsamo et à Salla. Il y eut quelques échanges de coups de feu entre des individus ou au plus entre de petits groupes de gardes-frontières russes et finlandais, mais à part cela le front fut calme ce jour-là.
Trois jours plus tard, tôt le matin du 25 juin, l'URSS déclencha une offensive aérienne majeure contre 18 villes finlandaises avec 460 avions, visant principalement leurs aérodromes mais également les cibles civiles. L'Union soviétique justifia son attaque en disant viser des cibles allemandes en Finlande, mais même l'ambassadeur anglais en Finlande dut admettre qu'il n'en était rien en réalité. De petits groupes d'infanterie soviétique attaquèrent le côté finlandais de la frontière vers Parikkala. Lors de la réunion prévue au parlement finlandais ce 25 juin, le premier ministre Johan Wilhelm Rangell, qui était censé annoncer la neutralité de la Finlande dans le conflit germano-soviétique, fut contraint par les bombardements soviétiques de constater qu'à nouveau la Finlande était en état de guerre contre l'URSS. Plus tard, la Finlande signera le pacte anti-Komintern, le 25 novembre 1941. La guerre de Continuation venait de commencer.
Les unités mobilisées commencèrent à faire mouvement en direction de la frontière le 21 juin, et s'organisèrent en positions défensives dès qu'elles atteignirent leur poste sur la frontière. La Finlande était alors capable de mobiliser seize divisions d'infanterie, une brigade de cavalerie, deux brigades de « Jäger » (chasseurs), qui ressemblaient à des brigades d'infanterie à cela près que la 1re brigade de chasseurs (1.JPr) était équipée d'engins blindés pris aux Soviétiques. On comptait également une poignée de bataillons indépendants, formés principalement d'unités de gardes-frontières et utilisés principalement pour des missions de reconnaissance. Les plans des autorités militaires soviétiques estimaient que les Finlandais ne seraient en mesure de mobiliser que dix divisions d'infanterie, comme ce fut le cas lors de la guerre d'Hiver, mais il ne prenaient pas en compte correctement les achats de matériels qu'avait réalisés la Finlande pendant l'entre-deux-guerres et l'entraînement prodigué à la totalité des hommes en mesure de combattre. Au nord de la Finlande, on comptait également deux divisions d'infanterie de montagne allemandes, ainsi que deux divisions d'infanterie allemandes stationnées à Salla. Une autre division d'infanterie allemande était en route depuis la Suède vers la Carélie-Ladoga, bien qu'un régiment de réserve fût par la suite redirigé de là vers Salla.
Lorsque la guerre débuta, l'ordre de bataille soviétique était le suivant :
- l'Union soviétique disposait dans l'isthme de Carélie de sa 23e armée, composée des 19e et 50e corps, du 10e corps mécanisé, comprenant au total cinq divisions d'infanterie, une division d'infanterie mécanisée et deux divisions blindées.
- En Carélie-Ladoga se trouvait la 7e armée, composée de quatre divisions d'infanterie.
- Dans la région de Mourmansk-Salla stationnait la 14e armée avec son 42e corps d'armée, composée de cinq divisions d'infanterie (dont une en réserve à Arkhangelsk) et une division blindée.
- les Soviétiques disposaient également d'environ 40 bataillons, de régiments indépendants et d'unités de forteresse qui ne faisaient pas partie de la structure divisionnaire en place.
- À Leningrad, on comptait enfin trois divisions d'infanterie et un corps d'armée mécanisé.

Le premier assaut des Allemands contre les unités aériennes de l'URSS ne toucha pas les unités stationnées au sol en Finlande, de fait les Soviétiques pouvaient compter à cet endroit sur près de 750 avions de l'Armée de l'air et d'une partie des 700 appareils de la flotte soviétique, contre les quelque 1 800 aéronefs que pouvait aligner la Finlande.
Pour les Soviétiques, la guerre contre les Allemands ne se déroula pas exactement comme prévu lors des jeux de guerre organisés avant le début du conflit, et bientôt le Haut Commandement soviétique dut prélever des unités là où il en trouvait. De ce fait, bien que l'Union soviétique ait eu tout d'abord l'initiative en Finlande, l'attaque aérienne initiale ne put pas être suivie efficacement par une offensive au sol d'envergure. Les Soviétiques durent également ordonner la retraite du 10e corps mécanisé ainsi que deux divisions blindées et la 237e division d'infanterie depuis la Carélie-Ladoga, laissant les unités de réserve dénuées de toute défense.

### La reconquête de la Carélie du Ladoga

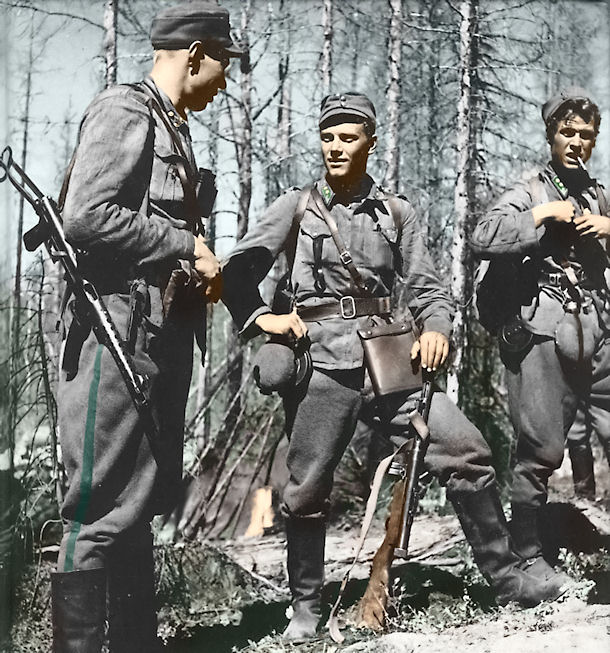
Des militaires finlandais. Au milieu, Lauri Törni, un officier qui combattra ensuite pour l'Allemagne puis pour les États-Unis.

Au commencement, l'Armée finlandaise s'était déployée en position défensive, mais le 29 juin Mannerheim organisa l'Armée de Carélie, commandée par le lieutenant-général Heinrichs, et lui commanda de préparer l'attaque sur la Carélie du Ladoga. L'Armée de Carélie était composée du VIe corps d'armée (5e et 11e divisions d'infanterie), du VIIe corps d'armée (7e et 9e divisions d'infanterie), ainsi que du Groupe O (brigade de cavalerie, 1re brigade de "Jäger" et 2e brigade de "Jäger"). Par la suite, lorsqu'une première division d'infanterie ainsi que deux régiments de la 163e division d'infanterie allemande arrivèrent dans la région, ceux-ci furent affectés à l'Armée de Carélie.
De l'autre côté du front, les Soviétiques opposaient aux Finlandais leur 7e armée, avec la 168e division d'infanterie près de Sortavala et la 71e division d'infanterie au nord de Jänisjärvi (le « lac du lièvre »). Les Soviétiques avaient pris le soin de préparer des fortifications de campagne tout au long de la frontière jusqu'à Sortavala et aux importants carrefours routiers de Värtsilä et de Korpiselkä.
Le 9 juillet, le commandement finlandais ordonna de passer à l'attaque. Le VIe corps, commandé par le héros de la bataille de Tolvajärvi, le major général Paavo Talvela, fut chargé de percer les défenses soviétiques. Le commandant avait pour cela emprunté le plus possible de pièces d'artillerie aux autres unités de l'Armée de Carélie et même prélevé la 1re brigade de « Jäger » (colonel Ruben Lagus) du groupe O. Sous un intense bombardement d'artillerie, il lança la 5e division d'infanterie du colonel Koskimies en direction de Korpiselkä, le 10 juillet, dont les défenseurs furent totalement submergés dès le lendemain matin. Talvela ne fut pas satisfait du manque de mordant de Koskimies, il le releva donc de son commandement au profit du colonel Lagus.
Lagus enclencha la poursuite à l'encontre du 52e régiment d'infanterie soviétique en direction de l'Est au moyen de ses unités légères, et atteignit ainsi Tolvajärvi le 12 juillet. Il bifurqua vers le Sud, utilisant les petites routes, certaines en si mauvais état que les hommes devaient y porter leur bicyclette. Le 14 juillet, ses forces coupèrent la ligne de chemin de fer Sortavala-Petrozavodsk. Le lendemain elles purent atteindre les rives du lac Ladoga, coupant les voies de communication soviétiques autour du lac. Les Soviétiques durent transférer deux régiments et quelques bataillons depuis l'isthme de Carélie afin de combler la brèche laissée béante à l'est du lac.
La 11e division du colonel Heiskanen avait déjà constaté (dès le 4 juillet) que les forces soviétiques avaient temporairement abandonné leurs tranchées de l'autre côté de la frontière, et avait profité de l'aubaine pour les capturer. Lorsque l'offensive générale débuta, elle avait déjà depuis le 9 juillet commencé à pousser en direction de l'Est à partir des positions capturées, progressant sur un terrain sans routes, et avait coupé la route entre Korpiselkä, Värtsilä et Suistamo, sur la rive est de Jänisjärvi. À partir de là, ils menaçaient d'encercler les troupes soviétiques stationnées au sud de Korpiselkä, ce qui poussa ces derniers à se retrancher dans Värtsilä. Afin d'éviter d'être encerclés, les Soviétiques durent abandonner leur position et retraiter vers l'est. Le 367e régiment d'infanterie soviétique réussit à tenir ses positions au nord de Jänisjärvi jusqu'au 12 juillet, quand les défenseurs de Värtsilä avaient eu le temps de se replier. Heiskanen continua à harceler le 367e régiment d'infanterie par l'est de Jänistärvi, et atteignit la Jänisjoki, ralliant au pas de course Jänisjärvi au lac Ladoga le 16 juillet, où la division se mit en défense.
Lagus poursuivit immédiatement son offensive le long de la côte nord-est du lac. Le 452e régiment d'infanterie motorisée soviétique arrivait de la région de l'isthme et ses premiers éléments établirent des positions défensives à Salmi, à l'endroit où la Tulemajoki se jette dans le lac Ladoga. Les Finlandais arrivèrent à leur contact le 18 juillet, et tôt le lendemain matin ils engagèrent la bataille en franchissant la rivière à 5 kilomètres au nord de Salmi. Ils réussirent à couper les routes menant à Salmi avant l'après-midi, puis le lendemain ils débouchèrent dans le village, d'où seules quelques petites unités parvinrent à échapper à l'encerclement. Salmi fut finalement pris dans les premières heures du 21 juillet.
La 5e division renforcée continua son avancée aussi vite que possible et franchit l'ancienne frontière à Rajakontu le 22 juillet. Pendant ce temps, un détachement mené par le colonel Järvinen avait sécurisé le flanc gauche de l'attaque principale en franchissant l'ancienne frontière à Känsäselkä et en capturant le 19 juillet les villages de Kolatselkä et de Palalahti vers Tulemajärvi, où ils sécurisèrent également les routes vers l'Est et le Nord, tout en continuant leur avancée vers le Sud. Ainsi, le 23 juillet, l'attaque sur le village de Vitele fut menée par la 5e division à l'Ouest et le détachement Järvinen au Nord, village qui fut capturé le matin suivant. Lagus tenta sans succès d'encercler les forces soviétiques qui se repliaient et atteignit Tuuloksenjoki dans la soirée, mais les chars et l'artillerie soviétiques parvinrent à y stopper les éléments avancés de la division.
La 1re division du colonel Paalu était arrivée pour renforcer le VIe corps dès le 16 juillet, mais elle ne parvint pas à atteindre la ligne de front vers Vitele avant le 20, tant celle-ci bougeait rapidement. De là, elle suppléa au détachement Järvinen pour continuer son attaque vers le Nord en direction de Hyrsylä et vers l'Est en direction de Vieljärvi qu'elle captura quelques jours plus tard. Les 2e, 24e, 28e régiments d'infanterie soviétiques, ainsi que des éléments des 9e et 10e régiments lancèrent une contre-offensive le 23 juillet, et après 5 jours de combats la ligne de front s'établit à environ 10 kilomètres à l'est de Vieljärvi.
Les forces soviétiques furent réorganisées sur le front du Nord le 21 juillet, en transférant la 168e division ainsi qu'un régiment de la 71e division sous le commandement de la 23e armée, laquelle devait défendre l'isthme de Carélie. Le même jour, la 7e armée fut réorganisée en deux groupes de combat opérationnels, le groupe Petrozavodsk du lieutenant-général Antonjuk composé d'un régiment d'infanterie, de deux régiments motorisés, d'un régiment blindé ainsi que d'unités diverses ; et le groupe Sud du lieutenant-général Tsvetajev composé d'une brigade d'infanterie de marine, deux régiments motorisés ainsi que nombre d'unités de taille plus réduite.
Mannerheim était au courant de ce remaniement, et avait déjà ordonné le 19 juillet que l'attaque soit stoppée sur la ligne Vitele-Vieljärvi, alors que de fortes formations ennemies opéraient toujours au sud-ouest de Jänisjärvi et que l'avancée rapide des troupes offrait le flanc droit de la 5e division pratiquement sans protection sur la côte du lac Ladoga, où la défense méritait d'être réorganisée.
Les craintes de Mannerheim étaient fondées, lorsque le 19 juillet le major général Pavlov, commandant de la défense côtière du lac Ladoga ordonna à la 4e brigade d'infanterie de marine de lancer des opérations derrière les lignes finlandaises. Pendant les premières heures du 24 juillet, ils débarquèrent à Lunkulansaari et à Mantsi, deux îles proches de Salmi. Les 1re, 5e et 11e divisions étant toutes occupées ailleurs, Talvela dut rassembler toutes les forces disponibles (y compris une compagnie de pontonniers) pour rejeter les assaillants au lac. Grâce à leur artillerie lourde, qui coula quatre des quinze bateaux utilisés par les Russes, les Finlandais furent en mesure d'isoler les assaillants en trois mottis isolés, et la tentative visant à renforcer ces groupes fut repoussée le matin du 25 juillet. Un à un, les mottis subsistant furent réduits au silence. Le 26 juillet, les Soviétiques débarquèrent à nouveau à Mantsi et cette fois-ci, ils parvinrent presque à capturer toute l'île avant que Talvela ne parvînt à y envoyer des renforts. Les combats continuèrent jusque tard dans la nuit du 27, jusqu'à ce que la résistance soviétique cessât.
Le VIIe corps finlandais (major général Hägglund) reçut l'ordre d'attaquer le long du flanc droit du VIe corps en direction de Sortavala. Or, l'isthme entre le lac Ladoga et la frontière finlandaise était relativement étroit, et l'important nœud ferroviaire de Matkaselkä était seulement à 10 kilomètres de la frontière. Il n'est donc pas surprenant que les Soviétiques eussent déjà commencé à fortifier la région frontalière en profondeur dès après la signature du traité de Moscou. Ces fortifications étaient les plus faibles de tout le front du Nord, de ce fait Hägglund décida d'y faire porter sa poussée principale. La 7e division, renforcée par des unités de pionniers et supportée par toute l'artillerie du corps d'armée, ainsi que la 19e division et sa seule artillerie divisionnaire devaient se frayer un chemin dans les lignes soviétiques.
L'offensive débuta le soir du 10 juillet. Comme un violent vent de tempête soufflait sur la région, il fut décidé que l'infanterie attaquerait sans soutien d'artillerie, afin de profiter le plus possible de l'effet de surprise. Le plan réussit et la plupart des forces soviétiques encerclées dans leurs trous de combat furent par la suite détruites par l'artillerie. Le jour suivant, la 7e division d'infanterie se mit en marche, encerclant les centres de résistance ennemis. Au matin du 12 juillet, les Finlandais parvinrent à faire irruption dans la région où les Soviétiques avaient préparé des champs de mines et des fortifications.
Ces obstacles n'offrirent qu'un court répit aux Russes, tandis que la 168e division d'infanterie soviétique du colonel Bondarev se révéla être un adversaire féroce. Inlassablement, elle disposait de nouveaux champs de mines, créait de nouveaux points fortifiés et de nouvelles tranchées, et parvenait systématiquement à rompre l'encerclement des Finlandais. Les combats menés par la 168e division d'infanterie furent par la suite étudiés dans les écoles militaires soviétiques.
La 7e division finlandaise atteignit la côte occidentale de la Jänisjärvi le 13 juillet, et se dirigea alors vers le Sud. Au 15 juillet, ses soldats avaient réussi à atteindre la ligne de chemin de fer Sortavala-Petrozavodsk à Pirttipohja et à y encercler ses défenseurs.
La 19e division finlandaise du colonel Hannuksela avait la tâche peu enviable d'attaquer dans le secteur le mieux défendu de la zone tenue par la 168e division soviétique. Hannuksela décida de créer une brèche à la fois très étroite et très profonde dans le secteur du village de Niinisyrjä, large seulement de 200 ou 300 mètres et profonde de 4 kilomètres environ, afin de faire céder la région frontalière fortifiée. Le 58e régiment d'infanterie du lieutenant-colonel Juva devait être le fer de lance de l'attaque qui débuta tard le soir du 10 juillet. Le 58e RI combattit toute la nuit et le jour d'après, avançant d'un kilomètre et demi. Il devint évident que l'artillerie disponible était insuffisante, on décida alors d'emprunter celle du IIe corps. Le 58e RI poursuivit son assaut et atteignit les dernières casemates des fortifications frontalières le 12 juillet. La 168e DI soviétique contre-attaqua afin de colmater la brèche et d'encercler le 58e RI, mais les Finlandais parvinrent à tenir le corridor, bien que l'artillerie soviétique en interdît l'usage. Le 16e RI finlandais du colonel M. Laurila, qui suivait le 58e RI, parvint à ouvrir le passage le matin du 15 juillet.
Le 15 juillet, la 7e division poursuivit son attaque vers l'Est le long de la ligne de chemin de fer. Le 17 juillet, elle parvint à percer les défenses soviétiques entre Jänisjärvi et Vahvajärvi. Dans le même temps, les 30e et 51e RI, dépendant de la 7e DI, avançaient en direction de la Jänisjoki, où ils firent jonction avec la 11e division finlandaise le même jour. Ces deux régiments nettoyèrent la rive ouest de la Jänisjoki et atteignirent le lac Ladoga le 20 juillet, puis se chargèrent de sécuriser les îles en face de Sortavala.
Le 37e régiment de la 7e division reçut l'ordre d'avancer vers l'ouest, le long de la rive sud de la Vahvajärvi afin de faire la jonction avec la 19e DI, ce qui permettait ainsi d'encercler l'ennemi entre les deux divisions. Bondarev flaira la situation et ordonna la retraite du 402e RI soviétique. La 19e DI finlandaise continuait son avance vers le Sud-est, et entre le 18 et le 25 juillet et de féroces opérations d'encerclement et de contre-encerclement firent rage avant que les Finlandais ne parviennent à capturer la route principale et à couper le chemin de fer entre Sortavala et Matkaselkä, qui fut capturée à son tour le 18 juillet. Les Soviétiques tinrent avec le 37e RI le village de Särkisyrjä les 18 et 19 juillet, puis le village suivant, Ilola, du 20 au 22 juillet, protégeant la retraite du 402e RI. Ainsi, le 25 juillet, la 168e DI soviétique avait réussi à se fortifier sur une ligne de front au terrain plus favorable à la défense, sur une ligne allant de la rivière Kiteenjoki à la rivière Tohmajoki, en passant par les collines de Tirimäki, Okanmäki et Voinmäki.
La vallée de la Jänisjoki conquise, le reste de la 7e division pivota vers le Sud-ouest. Le 25 juillet, il franchit la Tohmajoki. L'avancée fut lente, car les Soviétiques parvinrent à tenir leurs points fortifiés sur les collines, contraignant les Finlandais à les encercler. Le 28 juillet, la 7e DI découvrit un trou dans l'organisation des défenses soviétiques et le 30e RI s'y glissa rapidement et prit la colline de Voinmäki. Les éléments avancés finlandais parvinrent à prendre dans une embuscade une voiture, laquelle transportait le chef d'État-Major de la 198e DI soviétique, le lieutenant-colonel Sinyk. Les documents capturés contenaient l'ordre de contre-attaque soviétique qui devait débuter le lendemain. Toutes les unités reçurent donc l'ordre de stopper leur avancée et de se préparer à la défense.
La 23e armée soviétique transférait la 198e division depuis l'isthme de Carélie jusqu'à Sortavala avec l'ordre de se joindre à la contre-offensive menée par la 168e DI. L'objectif de l'attaque était de reprendre la bande de terre entre la Jänisjärvi et le lac Ladoga, ce qui engendrerait une situation périlleuse pour l'armée finlandaise au nord du lac. Lorsque l'offensive débuta le 29 juillet, elle échoua en tous points, du fait des faibles effectifs engagés par les Soviétiques dans l'assaut, et les informations récupérées ayant permis aux Finlandais de se préparer au choc. Les Finlandais reprirent leur offensive le 3 août contre les points fortifiés subsistant sur le Tirimäki et le Okanmäki, qui constituaient les éléments avancés sur la route de Sortavala, et qui furent finalement capturés le 5 août.
Pendant ce temps, le IIe corps finlandais avait lancé sa propre offensive le 31 juillet au point le plus étroit entre le lac Ladoga et la frontière finlandaise et était parvenu rapidement à percer les défenses soviétiques et à avancer en direction de la rive du lac, menaçant les forces soviétiques d'encerclement. La 23e armée soviétique annula son offensive et dirigea la 198e division vers le Sud pour une contre-offensive contre l'avancée du IIe corps finlandais. La 168e DI reçut l'ordre de se replier en direction du lac le 5 août. Le 367e RI soviétique reçut la tâche de défendre Sortavala.
Bien que Sortavala ne revêtît aucun intérêt stratégique, et qu'elle avait été neutralisée de facto lorsque les Finlandais avaient capturé les îles contrôlant ses accès au lac Ladoga le 27 juillet, la ville restait importante politiquement parlant. De ce fait, plutôt que de continuer à harceler la 168e DI durant sa retraite, les Finlandais concentrèrent leurs forces afin de prendre la ville. Le 12 août, Sortavala était atteinte par la 7e DI finlandaise et elle était libérée de ses occupants soviétiques le 15. Seuls de petits groupes de soldats parvinrent à s'en extirper.
Le IIe corps finlandais coupa la ligne de chemin de fer entre Viipuri et Sortavala le 6 août, et le 8 août Mannerheim forma le nouveau Ier corps à partir des 2e, 7e et 19e DI, en lui donnant pour tâche de procéder au nettoyage de la rive occidentale du lac Ladoga. Le IIe corps avait atteint le lac le 8 août à Lahdenpohja, capturant ainsi le port d'où la 168e DI soviétique était censée évacuer la zone, conformément aux ordres reçus le 23 juillet.
La 168e division soviétique, ainsi que nombre d'unités disparates, continuèrent leur retraite le long du lac, tandis que la 2e DI finlandaise les serrait de près au Sud-ouest, la 19e DI finlandaise au Nord, et que la 7e DI finlandaise continuait son offensive sur Sortavala. Le 17 août, les Soviétiques ne contrôlaient plus qu'une maigre tête de pont de 12 kilomètres de large sur 10 kilomètres de profondeur, mais durant les jours qui suivirent, les Soviétiques concentrèrent tout ce qu'ils avaient de disponible en termes d'unités navales et aériennes pour protéger l'évacuation de ces unités. Cette opération fut un succès, et les Finlandais ne purent capturer qu'un butin relativement maigre de la réduction de ce motti, ne récupérant « que » 40 pièces d'artillerie, 8 tanks, 310 véhicules, 35 tracteurs et 1 500 chevaux faméliques.
Sur le flanc nord de l'axe principal de l'offensive finlandaise, Oinonen, avec la Brigade de cavalerie et la 2e Brigade de chasseurs, reçut l'ordre d'avancer jusqu'à l'ancienne frontière. Face à lui se trouvaient des éléments du 52e régiment d'infanterie, dépendant de la 71e DI soviétique, le 80e détachement de gardes-frontières et le 126e RI de la 71e DI, ce dernier commandé par le major Valli (un communiste finlandais ayant émigré en URSS pendant la guerre civile finlandaise). De nombreux Caréliens, Ingriens et des communistes finlandais servaient dans les rangs de cette unité, tout comme des vétérans de l'Armée populaire de Kuusinen qui avant combattu lors de la guerre d'Hiver.
Les attaques tests commencèrent le 7 juillet, puis l'attaque principale s'engagea, et le 2e bataillon de Jäger au sud du groupe atteignit la Tolvajärvi le 14 juillet. De là, elle initia un mouvement d'encerclement vers le Nord en direction d'Ägläjärvi. L'attaque de la brigade de cavalerie n'eut pas un succès aussi marqué, et les Finlandais furent contraints d'encercler des collines-forts bien préparées par les Soviétiques que les assaillants furent incapables d'enlever du premier coup du fait de leur manque de soutien d'artillerie et de leur faible couverture aérienne.
Pendant ce temps, la 163e division allemande du lieutenant général Engelbrecht (privé d'une brigade et d'une partie de son artillerie, déroutée vers Salla pendant son transport) avait atteint la ligne de front à Tolvajärvi et tenta d'y faire céder les positions soviétiques le 21 juillet en n'engageant qu'une brigade, mais sans succès, l'ennemi se révélant plus solide que ce qu'on attendait.
Une nouvelle offensive débuta le 25 juillet lorsque deux bataillons du 310e RI allemand et un du 56e RI finlandais lancèrent leur assaut le long de la voie ferrée près de la gare de Näätäoja. À Tolvajärvi, Engelbrecht décida d'utiliser la voie prise par le 2e bataillon de chasseurs et leur ordonna, ainsi qu'à un bataillon du 307e RI allemand, de capturer le village d'Ägläjärvi, afin de couper la voie d'approvisionnement des Soviétiques devant Tolvajärvi. L'assaut échoua et les Soviétiques parvinrent à garder ouverte la route passant par Ägläjärvi, bien qu'ils perdissent un dépôt de matériel dans la bataille.
Engelbrecht échangea la brigade de cavalerie contre deux bataillons d'infanterie qui furent mis en défense, et ordonna à la brigade de cavalerie de couper la route entre Tolvajärvi et Ägläjärvi, en passant par les zones forestières. L'attaque débuta le 2 août et le 4, elle atteignit ladite route, pour poursuivre en direction de Tolvajärvi et de Ägläjärvi. Le 3 août, le 2e bataillon de Jäger et le Ier bataillon du 307e RI allemand lancèrent leurs forces contre Ägläjärvi, qu'ils parvinrent à capturer le 5. Le 6, ils firent jonction avec la brigade de cavalerie au sud du village. Les Soviétiques continuèrent leur retraite en direction d'Aittojoki, où ils firent sauter les ponts et se retranchèrent. De ce fait, les troupes plus au nord purent craindre d'être encerclées, et abandonnèrent leurs positions fortifiées le 8 août, se repliant à l'est de Kuolismaa.
Le 20 juillet, la 11e DI finlandaise avait été relevée dans le secteur de la Jänisjoki, d'abord placée en réserve, puis dans le secteur entre la 163e DI allemande et la 1re DI finlandaise, en face de Hyrsylä, le 11 août. Les Soviétiques reçurent des renforts dans ce secteur, avec le 10 août la 272e DI nouvellement constituée et lancèrent aussitôt une attaque en direction de Vieljärvi contre la 1re DI finlandaise, mais ils ne parvinrent pas à avancer de plus de 2 kilomètres en quelques rares endroits après 5 jours de combat, et l'attaque cessa.
Le 19 août, la 11e DI finlandaise lança un assaut depuis Hyrsylä en direction du Nord, et atteignit la ligne de chemin de fer de Petrozavodsk ainsi que sa route principale le lendemain. De là, elle continua sa route vers le Nord-est jusqu'à Suvilahti, qui fut capturée le 21 août, ainsi que vers le Nord en direction de Tsalkki, où se trouvait la dernière voie de ravitaillement utilisable par les Soviétiques. Le 19 août, le 2e bataillon de chasseurs, la brigade de cavalerie et le 307e RI allemand se ruèrent sur Aittojoki. La cavalerie tenta d'encercler les défenseurs russes, mais la précarité de leur situation poussa les Soviétiques à se replier rapidement, réussissant à regrouper la plupart de leurs forces à l'Est avant que la 11e DI ne leur coupât la voie de la retraite vers Tsalkki le 23 août. Avec la prise de Suojärvi, la dernière ville de Carélie-Ladoga avait été reconquise par les Finlandais.

### Reconquête de l'isthme de Carélie
Entre l'Armée de Carélie et le golfe de Finlande se trouvaient trois corps finlandais : le IIe corps (2e, 15e et 18e DI) au nord de la rivière Vuoksi, le Ve corps (10e DI) et le IVe corps (4e, 12e et 8e DI) défendant la côte.
Du côté soviétique se trouvaient le XIXe corps de fusiliers (142e et 115e DI), le Le corps (43e et 123e DI), le Xe corps mécanisé (21e, 24e DB et 198e division mécanisée) se tenant en réserve, avec l'appui des troupes de forteresse occupant la 22e région fortifiée de Carélie, correspondant aux effectifs d'une division environ. Le Xe corps mécanisé soviétique avait été transféré fin juin depuis l'isthme de Carélie vers la région sud-ouest de Léningrad afin d'en assurer la défense contre l'avancée allemande dans la région, ne laissant que la 198e DI comme réserve disponible pour cette partie du front.
Le Ve corps finlandais fut débandé et la 10e DI fut d'abord réaffectée au IVe corps du lieutenant-général Karl Lennart Oesch, puis fin juillet au IIe corps du major général Taavetti Laatikainen en tant qu'unité de réserve. Les deux côtés s'étaient d'abord installés sur la défensive, et seules quelques attaques-tests, à l'échelle de la compagnie ou du bataillon, furent entreprises par les deux adversaires afin d'améliorer leurs propres positions défensives. La perte de leurs unités de réserves fut le signal pour les Soviétiques d'un repli en direction d'une ligne plus facilement défendable dans la partie la plus au nord de ce front, qu'ils continuèrent à fortifier en profondeur, créant des points d'appui en bois et en béton, creusant des tranchées et disposant des champs de mines, bien que les Finlandais avançassent toujours afin de garder le contact avec l'ennemi. Cette partie du front resta donc assez calme jusqu'au 31 juillet 1941, lorsque l'offensive finlandaise fut déclenchée.
Les ouvrages de fortifications soviétiques avaient été concentrés le long de la Vuoksi ainsi que des routes, du coup les Finlandais concentrèrent leurs efforts sur d'étroites et profondes brèches pratiquées dans des zones dépourvues de routes, où le génie apporta sa contribution sous la forme de routes et de ponts temporaires permettant aux renforts de franchir les bois et les marais. La 18e DI du colonel Pajari attaqua, en passant par la forêt, le plus au nord de la zone défendue par la 115e DI soviétique, et plutôt que de suivre les routes, elle commença par sécuriser une première section de voie rencontrée, puis continua à progresser à travers la forêt jusqu'à la route suivante où elle fit de même. Les portions de routes ainsi sécurisées furent ensuite occupées par des unités plus puissantes, qui durent se défendre contre des contre-attaques soviétiques appuyées par des chars. Pendant l'une de ces contre-attaques, le soldat Vilho Rättö captura un canon antichar soviétique, et en visant uniquement avec le canon, parvint à détruire quatre chars soviétiques, gagnant ainsi la première croix de Mannerheim décernée à un simple soldat. Le 4 août, les Finlandais avaient finalement réussi à encercler et à prendre la route d'Ilmee, contraignant ainsi les Soviétiques à abandonner leurs positions fortifiées entre Ilmee et la frontière. La poussée principale de la 15e DI du colonel Hersalo porta contre le 588e régiment de la 142e DI soviétique, sur un front large seulement de deux kilomètres, secteur où portait la majorité de l'artillerie disponible. Après avoir percé au-delà des fortifications frontalières, les troupes avancèrent de cinq kilomètres à travers les zones boisées avant d'atteindre la route contournant ainsi les défenses soviétiques, qui furent encerclées et capturées une à une par des troupes venant à la suite des éléments de tête. Après six jours de progression, la 15e DI n'était plus qu'à trois kilomètres de la voie ferrée Viipuri-Sortavala et à 15 kilomètres de l'angle occidental du lac Ladoga, encerclant presque les forces soviétiques sur leur côté gauche. La 2e DI du colonel Blick décida d'encercler deux bataillons de la 461e DI qui défendait Tyrjä en encerclant le village depuis l'Est puis en repoussant les défenseurs sur les rives du lac Tyrjänjärvi avec le 7e RI pendant que le 28e RI dépasserait le village et avancerait vers le Sud. Mais les Soviétiques, soutenus par leur artillerie, tinrent bon pendant quatre jours avant d'être encerclés. Certains hommes furent en mesure de s'enfuir par la forêt, mais la plupart d'entre eux ainsi que tout l'équipement lourd restèrent coincés dans le village. Cependant, les Finlandais connurent de lourdes pertes dans ces combats, et le 7e RI reçut alors la désignation de Tyrjän rykmentti (le régiment de Tyrjä). La prise de Tyrjä ouvrit la route du nœud ferroviaire de Elisenvaara et le 5 août les premières unités finlandaises atteignirent la ligne Viipuri-Sortavala.
Le commandant de la 23e armée soviétique, le lieutenant général M. Gerasimov, ordonna le 4 août à la 198e DI de cesser sa contre-attaque près de Sortavala et de se déplacer vers le Sud afin d'attaquer en compagnie de la 142e DI, la 2e DI finlandaise qui progressait. Pendant ce temps, les 43e et 115e DI devaient occuper les réserves finlandaises. Malheureusement, ce ne fut pas suffisant et la 115e DI se replia sur la rivière Helisevänjoki, où la rivière et les collines environnantes constituaient un bon terrain de défense contre la 18e DI finlandaise. Cette dernière avança jusqu'à la rivière et atteignit la ligne Viipuri-Sortavala au passage à niveau de Inkilä le 8 août. La 10e DI finlandaise du colonel Sihvo avait également reçu l'ordre d'avancer entre la 15e et la 18e DI et elle atteignit le 6 août la même ligne de chemin de fer. La 10e DI poursuivit son offensive en direction de la ligne Käkisalmi-Hiitola, mais les Soviétiques purent maintenir la voie ouverte jusqu'au 8 août, date à laquelle les Finlandais prirent le village de Hiitola. Lorsque les premiers éléments de la 10e DI arrivèrent sur les rives du lac Ladoga le lendemain, la dernière voie terrestre de communication avec les troupes soviétiques défendant la côte nord-ouest du lac Ladoga avait cessé d'exister. Les Soviétiques tentèrent de rouvrir un passage les 10 et 11 août lors de furieuses contre-attaques, mais sans succès.
Pendant ce temps, le nœud ferroviaire de Elisenvaara venait d'être capturé par le 28e régiment de la 2e DI, rendant alors possible l'acheminement de renfort par voie ferrée depuis la Finlande. Après la bataille de Tyrjä, le 7e régiment de la 2e DI eut droit à deux jours de repos - en tant qu'unité de réserve - avant de reprendre l'attaque le long de la ligne de chemin de fer en direction du bourg de Lahdenpohja, qu'il captura le 8 août, coupant ainsi en deux la tête de pont soviétique dans la région. Le même jour, la 2e DI fut transférée sous les ordres du Ier corps nouvellement constitué, avec l'ordre de nettoyer la partie nord de la tête de pont soviétique, tandis que les opérations dans sa partie sud échoyaient aux 10e et 15e DI où les 142e et 198e DI soviétiques avaient reçu l'ordre de se replier, afin de rembarquer dans l'île de Kilpolansaari. Cette retraite se passa dans de bonnes conditions et les Finlandais ne purent encercler des formations soviétiques importantes. Le 11 août, la 15e DI prit possession du nœud ferroviaire de Hiitola et le 13 août, toutes les forces de l'Armée rouge avaient été contraintes de se replier dans la péninsule de Huiskonniemi et l'île de Kilpolansaari. Possédant une maîtrise totale de l'espace aérien, les Soviétiques réussirent à rembarquer la quasi-totalité des hommes et du matériel pris dans la nasse de la tête de pont et le 23 août, la 15e DI, alors laissée seule à exercer sa pression sur les Soviétiques, en avait fini avec les derniers éléments de l'arrière-garde dans le secteur.
L'Armée rouge avait l'intention de lancer une contre-offensive de grande envergure le 10 août et dans ce but, la 23e armée avait reçu le renfort de la 265e DI dans le secteur de Räisälä. L'offensive devait être dirigée contre les 10e et 18e DI finlandaises, avec pour objectif d'ouvrir un passage permettant d'encercler les forces stationnées le long de la côte nord-ouest du lac Ladoga. Simultanément, la 18e DI avait été mise au repos, et recevait l'ordre de reprendre son avancée le même jour. De fait, lorsque les Soviétiques déclenchèrent leur assaut à Inkilä, les Finlandais lançaient la leur seulement 5 kilomètres plus à l'ouest. Tandis que l'attaque soviétique ne parvenait pas à gagner du terrain, les Finlandais réussirent à couper la principale voie d'approvisionnement des Soviétiques et la contre-attaque finlandaise qui s'ensuivit contraignit les Russes à se replier vers le Sud en livrant des combats de retardement, ce qui n'empêcha pas les premiers éléments finlandais d'atteindre la rivière Vuoksi à Antrea dès le 14 août, d'où ils entreprirent de sécuriser la rive gauche de la rivière. Les Soviétiques firent mouvement depuis le sud-ouest de Viipuri afin de défendre Enso et de contre-attaquer vers Antrea le 16, mais encore une fois ils furent repoussés, et même contraints d'évacuer la rive nord de la Vuoksi le 21 août. Plus à l'Est, les Finlandais avançaient en direction du Sud-est, et atteignirent Vuosalmi le 17 août et l'embouchure de la Vuoksi le 18. Immédiatement, les Finlandais la traversèrent sans résistance quelques kilomètres à l'ouest de Vuosalmi le 17, et le 20 août la côte était sécurisée.
La contre-attaque soviétique contre la 10e DI débuta le 14 août et parvint à repousser les Finlandais de deux kilomètres vers le Nord avant que leurs renforts réussissent à en stopper l'élan. La 10e DI laissa alors la garde de la zone côtière au 36e régiment de la 15e DI et concentra toutes ses forces afin d'affronter la 265e DI soviétique à Räisälä. Le 15 août, la 10e DI lança sa propre attaque durant laquelle elle encercla les défenseurs dans Räisälä le 17, avant de prendre la ville le lendemain. De là, elle continua à nettoyer le côté gauche de l'embouchure de la Vuoksi. Le 19 août, le 43e régiment de la 10e DI poussa en direction du Sud et atteignit le lac Suvanto le surlendemain. Il fit ensuite mouvement vers l'Est en compagnie du 1er RI. Ce changement de cap menaçait d'encerclement toutes les forces soviétiques situées au nord de la Vuoksi, et celles-ci commencèrent alors à se retirer de Käkisalmi qui fut prise le 21 août par les Finlandais. L'attaque se poursuivit vers le Sud et, comme seules de petites unités de gardes-frontières étaient en mesure de retarder les assaillants, ceux-ci atteignirent la rivière Taipaleenjoki et le lac Ladoga le 23 août, sans que les Finlandais soient en mesure de franchir la rivière du même élan.
La Stavka prit conscience de la gravité de la situation, et ordonna le 20 août un repli général vers une nouvelle ligne de défense, encore exempte de toute fortification, allant du sud-est de Viipuri au lac Ladoga, remontant vers le nord de Viipuri à la Vuoksi, le long du lac Suvanto, et franchissant la Taipaleenjoki. Cette décision raccourcissait considérablement la ligne de front, mais signifiait également l'abandon des ouvrages de fortification préparés les mois précédents le long de la frontière. Les Finlandais se tenaient prêts à lancer leur attaque le long de la bande de terre la plus au sud de cette frontière, et de ce fait, lorsqu'ils se rendirent compte que les Soviétiques abandonnaient leurs positions, le 21 août, ils reçurent l'ordre de se lancer immédiatement à leur poursuite. Bien que la 43e DI du major général V. Kirpitsnikov eût réussi à équiper de nouveaux retranchements au nord et à l'est de Viipuri, les Soviétiques furent dans l'incapacité d'empêcher la 12e DI du colonel Vihma d'avancer le long de la rive droite de la Vuoksi et de réaliser une jonction avec la 18e DI, qui s'attachait à agrandir sa tête de pont à Vuosalmi, et le soir du 22 août la totalité de ce côté de la rivière était aux mains des Finlandais. La 123e DI soviétique du major général F. Aljabusev tenait quant à elle le front au sud-est de Viipuri. La plupart des troupes des 123e et 115e DI du major général Konjkov, qui venaient de se replier depuis la zone du haut cours de la Vuoksi, restaient mal organisées du fait de leur repli précipité. La 4e DI finlandaise du colonel Viljanen avançait le long du canal de Saimaa, faisant pression sur la 43e DI soviétique par le Nord. Le 23 août, la 8e DI finlandaise du colonel Winell, la plus au Sud du dispositif d'attaque, avait achevé la sécurisation de la côte occidentale de la baie de Viipuri jusqu'à l'embouchure de la Ykspäänjoki et s'apprêtait à la traverser.
Pendant la journée du 23 août, les Finlandais étaient parvenus à s'approcher à seulement huit kilomètres de Viipuri par l'Est, mais au matin du 24, les 123e et 115e DI soviétiques contre-attaquèrent dans ce secteur, tentant ainsi de prendre l'initiative et de repousser les Finlandais au nord de la Vuoksi. En concentrant un puissant tir d'artillerie, les Soviétiques parvinrent à repousser les assaillants de cinq kilomètres par endroits, mais sans parvenir à créer des brèches dans la ligne de front et, lorsque les réserves de la 12e DI finlandaise, le 26e RI qui était déjà en train de monter en ligne pour relever les autres unités, arrivèrent en première ligne, les Soviétiques furent repoussés le lendemain jusqu'à leurs positions de départ. La contre-attaque soviétique n'affecta d'ailleurs nullement l'attaque prévue de la 12e DI, qui réussit à couper la principale voie ferrée entre Viipuri et Leningrad le 25 août.
Le 24 août au matin, la 8e DI finlandaise commença par franchir la baie de Viipuri avec la IIIe compagnie du 45e RI qui débarqua sur la péninsule de Lihaniemi qu'elle s'efforça de sécuriser pendant la journée. Le lendemain, l'attaque se poursuivit et permit de couper la dernière ligne de chemin de fer menant à Viipuri l'après-midi, ainsi que d'étendre la tête de pont de quelques kilomètres dans toutes les directions lors des deux jours qui suivirent. La 12e DI continua son offensive vers le sud-ouest, et coupa la route Viipuri-Leningrad le 27. Le 28, la Stavka autorisa la 23e armée à se retirer de Viipuri et à constituer une nouvelle ligne de défense sur un tracé reprenant approximativement celui de l'ancienne ligne Mannerheim. Les forces soviétiques entreprirent immédiatement leur repli et forcèrent le passage au travers des troupes finlandaises. À Ylä-Somme, ils parvinrent à ouvrir une route au soir du 28 août, et pendant la nuit ils réussirent à faire passer plusieurs convois de camions bien que la route fût toujours sous le feu finlandais. Les tirs d'artillerie causèrent des dégâts, et petit à petit la route devint de plus en plus encombrée, si bien qu'à la fin seul un homme à pied pouvait passer. Pendant les deux jours qui suivirent, les Soviétiques tentèrent avec insistance d'emprunter la voie ferrée le long de la baie de Viipuri, mais le soir du 30 août le 3e régiment de la 12e DI avait rejoint les positions de la 8e DI. C'en était fini du motti de Porlampi.
Comme les tentatives soviétiques pour rompre l'encerclement avaient fait long feu et que la pression des Finlandais s'était intensifiée, les troupes soviétiques firent un dernier essai visant à sauver les hommes en abandonnant tout le matériel, les soldats devant ainsi progresser à pied au travers de la forêt. Mais le nœud était déjà trop resserré et seuls de petits groupes parvinrent à s'extirper de la nasse pendant cette dernière nuit. Au matin, les troupes, démoralisées, commencèrent à se rendre. De la 23e armée soviétique, 9 000 hommes partirent en captivité, 7 000 autres eurent leur sépulture sur place, mais presque 12 000 hommes avaient réussi à s'échapper avant l'encerclement. Les prises militaires furent importantes pour les Finlandais : 306 pièces d'artillerie, 55 chars, 673 camions, presque 300 tracteurs et environ 4 500 chevaux.
Le long de la voie ferrée Viipuri-Leningrad, l'ordre de retraite parvint trop tard aux Soviétiques, et la 12e DI finlandaise prit Leipäsuo et poursuivit son avancée vers le Sud-ouest en direction du lac de Kuolemanjärvi, ainsi que vers le Sud-est le long de la voie ferrée. Les défenseurs soviétiques tinrent sur la route principale au niveau de Summa, mais les Finlandais les encerclèrent en faisant céder le front à Munasuo. Les restes de la 123e DI parvinrent à retenir les Finlandais en quelques rares endroits, et continuèrent à se replier vers Leningrad. Au matin du 30 août, la 12e DI coupa la ligne Koivisto-Leningrad à Kuolemanjärvi et atteignit le golfe de Finlande le même jour. De même, à Vammelsuu, la 12e DI coupa la voie ferrée le même soir, sans toutefois parvenir à faire de même avec la route principale. Le golfe était atteint ici aussi le lendemain matin, et l'attaque repris vers l'Est en direction de Terijoki, capturé le 31 août, pour aboutir sur les rives de la Rajajoki le 1er septembre, sur le site de l'ancienne frontière. Les forces russes encerclées à Koivisto se replièrent dans les îles et la flotte soviétique fut transférée à Leningrad. Les derniers défenseurs de Koivisto ne seront évacués que le 1er novembre.
Sur le flanc gauche de la 12e DI, à partir du 23 août, la 18e DI lança son attaque vers le Sud-est entre le lac Muolaanjärvi et la Vuoksi. Le 26, le premier isthme du lac était franchi. Dans le même temps, les premières unités de la 2e DI relevaient certaines unités de la 18e DI de leur secteur de l'isthme entre les lacs Kirkkojärvi et Punnusjärvi, et des éléments de la 10e DI faisaient de même pour les troupes de la 18e situées entre le lac Punnusjärvi et la Vuoksi. Une fois que les mottis des rives nord-ouest du lac Ladoga avaient été détruits, le Ier corps fut transféré sur la rivière Vuoksi où il prit la 10e et la 15e DI sous son commandement. La 18e franchissait quant à elle le deuxième isthme décrit par le lac le 27 août. Elle se reposait durant une journée, avant de reprendre son avance le 29 en direction du carrefour routier de Kivennapa qu'elle captura ce même jour. L'attaque fut poussée jusqu'à l'ancienne frontière, atteinte le 31 août. De même, la 2e DI l'atteignit le même jour. La 10e DI eut plus de mal à faire de même du fait de la contre-attaque lancée par la 198e DI soviétique le 29 août dans son secteur. L'attaque finlandaise avait été lancée plus tôt afin qu'elle atteigne sa vitesse de croisière autour du 30 août, jour lors duquel la 15e DI devait se joindre à l'assaut, de l'autre côté de la Vuoksi. Le terminus ferroviaire de Valkjärvi fut pris le 31 août, et en raison de la menace d'encerclement, les forces soviétiques au sud de la Vuoksi reçurent l'ordre de se replier au-delà de l'ancienne frontière. La 15e DI engagea la poursuite, colla au train des Soviétiques, et le 2 septembre, l'ancienne frontière était atteinte en tout point.
Le 20 août, le général Waldemar Erfurth annonça à Mannerheim que le Feld-maréchal Wilhelm Keitel lui enverrait une lettre décrivant les plans d'attaques de Leningrad et où les Finlandais étaient censés intervenir. Mannerheim lui exposa en réponse les difficultés pratiques que comportait la proposition ainsi que les différences de conception qui opposaient les deux alliés d'un point de vue politique et militaire. Le gouvernement avait tout d'abord décidé que la Finlande n'attaquerait pas Leningrad, puis il ne donna son accord que pour une avancée mesurée au-delà de l'ancienne frontière, sous la pression du commandement militaire, afin de capturer des positions plus faciles à défendre. Les sociaux-démocrates étaient tout particulièrement opposés à un franchissement de l'ancienne limite. Lorsque la lettre de Keitel arriva, Ryti et Mannerheim préparèrent conjointement une réponse négative. Le 31 août, Erfurth contacta à nouveau Mannerheim pour lui suggérer de ne pas lancer l'attaque prévue sur la Carélie orientale, mais plutôt de faire porter l'assaut sur Leningrad. Ryti et Mannerheim refusèrent de nouveau. Ce même 31 août, Mannerheim transmis l'ordre selon lequel l'attaque devait s'arrêter sur la ligne allant de l'embouchure de la Rajajoki à Ohta, la définition exacte de la ligne allant de Ohta au lac Ladoga ayant été définie par la suite, une fois que les Finlandais eurent atteint l'ancienne frontière dans ce secteur. Cela raccourcissait la ligne de front, sans nécessiter l'attaque des positions fortifiées établies par les Soviétiques au nord de Leningrad. Pendant cette dernière phase, les Soviétiques disposaient de six divisions d'infanterie ainsi que de nombreux bataillons et régiments désorganisés en défense au nord de Leningrad. Toutes ces unités étaient cependant réduites à la moitié de leur force initiale, du fait des durs combats menés contre les Finlandais tout au long de cette offensive.
La 12e DI avait déjà atteint son objectif le 1er septembre, mais en d'autres points du front, l'attaque ne commença réellement que le 2 septembre. La 18e DI captura Mainila le même jour et Valkeasaari le jour suivant. Le 7 septembre, tant la 18e que la 2e DI avaient atteint leurs objectifs entre la Rajajoki et Ohta. Le commandant du Ier corps, le colonel Mäkinen, donna l'ordre à ses troupes d'avancer jusqu'à la ligne Ohta-Lac Lempaalanjärvi-ancienne frontière sur le lac Ladoga avec pour consigne, en cas de forte résistance, de cesser l'avancée sur le champ. Le 4 septembre l'attaque débuta, et le 6 septembre la 10e DI était parvenue à encercler et à détruire le 941e RI soviétique à Kirjasalo. Finalement, le 9 septembre, la ligne prescrite était atteinte en tout point et les forces finlandaises se mirent en position défensive.
Le haut commandement soviétique prit connaissance rapidement de la baisse d'activité des Finlandais et transféra dès le 5 septembre deux divisions depuis l'isthme de Carélie vers le sud de la ville, pour lutter contre les Allemands. Les troupes finlandaises stationnées dans l'isthme de Carélie ne participèrent pas activement au siège de Leningrad, leur simple présence y contribua cependant en empêchant le ravitaillement de la ville par le lac Ladoga ou en le contournant.

### Aspects politiques
Le 10 juillet 1941, l'armée finlandaise lançait une offensive majeure dans les secteurs de l'isthme de Carélie et du nord du lac Ladoga. L'ordre du jour de Mannerheim, le discours du fourreau de l'épée, fait clairement état que l'implication de la Finlande dans le conflit avait un but offensif. Fin août 1941, les troupes finlandaises avaient atteint la frontière d'avant-guerre. La question de son franchissement causa des tensions parmi les membres de l'état-major, du gouvernement, du parlement, et dans l'opinion publique. L'expansionnisme militaire avait peut-être gagné en popularité, mais était loin de faire l'unanimité.
De même, les relations internationales demeuraient tendues, notamment avec le Royaume-Uni et la Suède, dont les gouvernements avaient reçu — respectivement en mai et en juin — l'assurance de la part du ministre des affaires étrangères Rolf Witting que la Finlande ne possédait absolument aucun plan pour une campagne militaire conjointe avec les Allemands. Les préparatifs finlandais avaient un but purement défensif, assura-t-il.
Les principaux membres du gouvernement suédois avaient espéré améliorer leurs relations avec l'Allemagne nazie en lui apportant un soutien indirect lors de l'opération Barbarossa, principalement apportée au travers de la Finlande. Le premier ministre Hansson et le ministre des affaires étrangères Günther purent constater néanmoins que le soutien politique véhiculé par le gouvernement d'union nationale et les associations sociales-démocrates se révéla insuffisant, en particulier après le discours du fourreau d'épée de Mannerheim, et plus encore après que la Finlande eut entamé après moins de deux mois d'offensive une véritable guerre de conquête. Un effet tangible de cette prise de distance consista en la dépendance toujours accrue de la Finlande vis-à-vis de la seule Allemagne.
Le Commonwealth déclara le blocus de la Finlande et l'ambassadeur britannique fut rappelé à Londres. Le 31 juillet 1941, la RAF organisa un raid aérien sur le port finlandais de Petsamo. Les dégâts qu'il infligea furent minimes, le port étant à ce moment-là pratiquement vide de navires.
Le 11 septembre, l'ambassadeur américain Arthur Schoenfeld fut informé de l'arrêt de l'offensive sur l'isthme de Carélie sur le tracé de l'ancienne frontière (avec quelques débordements au niveau des municipalités de Valkeasaari et de Kirjasalo), et que « sous aucune condition » la Finlande ne participerait à une offensive en direction de Leningrad, mais qu'au contraire elle resterait de manière statique sur ses positions, dans l'attente d'une résolution diplomatique du conflit. Witting insista auprès de Schoenfeld sur le fait que l'Allemagne ne l'entendait pas de cette oreille.
Le 22 septembre, une note du gouvernement britannique fut présentée (par l'entremise de l'ambassadeur norvégien Michelet) au gouvernement finlandais, demandant le départ des troupes allemandes de son territoire, ainsi que le repli de ses troupes en Carélie orientale au-delà de la frontière d'avant guerre. La Finlande était alors sous la menace d'une déclaration de guerre du Royaume-Uni si elle ne se pliait pas à ses exigences. La déclaration de guerre fut publiée le jour de la fête d'indépendance finlandaise, le 6 décembre.
En décembre 1941, l'avancée finlandaise avait atteint la rivière Svir (qui relie les extrémités sud du lac Ladoga et du lac Onega, et définit la frontière sud de la Carélie orientale). Fin 1941, le front se stabilisa, et les Finlandais ne menèrent plus d'offensive majeure pendant les deux ans et demi qui suivirent. Le moral des troupes baissa progressivement au fur et à mesure qu'elles réalisaient que la guerre ne se terminerait pas de sitôt.
Parallèlement, certaines thèses assurent que l'exécution de l'influent leader pacifiste Arndt Pekurinen en novembre 1941 aurait été liée à la crainte que la démoralisation ne fût exacerbée dans l'armée par de tels activistes.

## Volontaires étrangers et aides internationales
Comme durant la guerre d'Hiver, on recruta des volontaires suédois. Ceux-ci furent employés jusqu'en décembre, afin de monter la garde dans le périmètre de la base navale soviétique de Hanko qui avait été vidée par ses occupants par voie de mer dans les premiers jours du conflit, puis l'unité de volontaires suédois fut officiellement dissoute. Pendant la guerre de Continuation, les volontaires signaient pour 3 à 6 mois de service. Au total, plus de 1 600 hommes luttèrent du côté finlandais, bien qu'on n'en comptât plus que 60 durant l'été 1944. Près d'un tiers des engagés de la guerre de Continuation avait déjà servi durant la guerre d'Hiver. Autre groupe ayant apporté une contribution non négligeable, environ un quart des hommes étaient des officiers suédois à la retraite.
On peut noter également la présence d'un bataillon de volontaires SS sur le front de Finlande septentrionale entre 1942 et 1944. Ses soldats avaient été enrôlés en Norvège ainsi qu'au Danemark, alors tous deux sous occupation allemande. De même, environ 3 400 volontaires estoniens prennent part à ce conflit, du côté finlandais. Quelques volontaires venus de Belgique, de France et de Suisse qui avaient pris part à la guerre d'Hiver, quant à eux, furent livrés à la Gestapo[réf. nécessaire].

## Manœuvres diplomatiques
L'opération Barbarossa était planifiée comme relevant d'une blitzkrieg ne devant durer que quelques semaines. Les observateurs britanniques et américains pensaient alors que l'invasion serait terminée au mois d'août. À l'automne 1941, les faits leur donnèrent tort et les chefs de l'armée finlandaise commencèrent à douter de la capacité de l'Allemagne à y parvenir. Les troupes allemandes en Finlande septentrionale rencontraient des conditions météorologiques et de terrain auxquelles elles n'étaient pas préparées et rencontraient échec sur échec, notamment dans la région de Mourmansk. La stratégie finlandaise changea dès lors. Elle proposa une paix séparée à l'Union soviétique, mais la pression allemande était trop grande. L'idée selon laquelle la Finlande devait rester impliquée dans le conflit tout en préservant au maximum ses troupes fit son chemin et reçut un crédit croissant, peut-être dans l'espoir que la Wehrmacht et l'Armée rouge s'épuisent mutuellement, ce qui entraînerait de nécessaires négociations, ou tout du moins les entraînerait indépendamment des questions purement finlandaises. Certains devaient également croire à la victoire finale de l'Allemagne.
La participation de la Finlande dans le conflit offrait néanmoins d'importants avantages à l'Allemagne. La marine soviétique restait confinée dans le golfe de Finlande, ce qui permettait à la Kriegsmarine de circuler quasi librement dans la Baltique, qui pouvait ainsi servir de terrain d'entraînement aux équipages des U-Boot, ainsi qu'au transport des minerais de fer depuis la Suède, vitaux pour l'effort de guerre allemand, de même que les métaux rares comme le nickel provenant de la région de Petsamo, nécessaires à la fabrication de l'acier. Le front de Finlande d'autre part sécurisait le flanc nord du groupe d'armées Nord allemand stationné dans les pays baltes. Les seize divisions finlandaises retenaient de nombreuses unités soviétiques, mettaient la pression sur Leningrad - bien que Mannerheim ait refusé de prendre part au siège de la ville - et menaçaient la voie ferrée vers Mourmansk. De plus, la Suède demeurait très isolée et était contrainte de se plier davantage aux exigences allemandes (voire finlandaises).
Malgré la contribution de la Finlande aux desseins guerriers nazis, les Alliés occidentaux gardèrent des sentiments ambivalents à son égard, partagés entre des restes de sympathie envers la Finlande et le besoin d'être en de bons termes avec leur allié indispensable, l'Union soviétique. En conséquence, le Royaume-Uni déclara la guerre à la Finlande, mais pas les États-Unis. Il n'y eut pas de combats entre ces pays et la Finlande, à quelques rares exceptions près, mais les marins finlandais furent emprisonnés à l'étranger. Aux États-Unis, la Finlande fut dénoncée pour avoir attaqué des cargaisons envoyées par les États-Unis au titre de la loi prêt-bail, mais reçut l'accord du Congrès pour continuer ses paiements afin de rembourser ses dettes de la Première Guerre mondiale pendant la Trêve.
Comme la Finlande était signataire du pacte anti-Komintern et d'autres accords avec l'Allemagne, l'Italie et le Japon, les Alliés considéraient la Finlande comme une force de l'Axe, bien que les Finlandais utilisassent alors le terme de « cobelligérance avec l'Allemagne ».

### Les Juifs en Finlande
La Finlande gagna par la suite du crédit parmi les Alliés du fait de la force de sa doctrine démocratique et de son refus constant d'étendre au pays les pratiques antisémites nazies. Les Juifs finlandais servaient dans l'armée nationale et ils n'étaient pas seulement tolérés en Finlande, mais la plupart des demandeurs d'asile juifs furent accueillis dans le pays (seuls 8 sur plus de 500 furent livrés aux nazis). La synagogue de campagne en Carélie occidentale fut probablement la seule et unique du genre du côté de l'Axe pendant la guerre. Dans les rares cas qui se produisirent, les officiers juifs des forces de défense finlandaises qui reçurent la croix de fer allemande la refusèrent.

### La politique d'occupation finlandaise
Environ 2 600  à   2 800 prisonniers de guerre soviétiques furent livrés aux Allemands. La plupart d'entre eux (environ 2 000) rejoignirent l'armée Vlassov. Une grande partie des autres étaient des officiers de l'Armée rouge ou des commissaires politiques, ainsi que 74 Juifs (sélection faite à partir de leur nom de famille par les autorités militaires allemandes) ; la plupart des membres de ces groupes périrent dans les camps de concentration nazis, alors que d'autres furent remis à la Gestapo pour subir des interrogatoires, parfois en échange d'armes ou de nourriture.
Ce genre d'échange fut particulièrement rare en 1942 en Finlande du fait des mauvaises récoltes, et principalement pour cette raison le nombre de décès dans les camps finlandais fut particulièrement important cette année-là. Les peines encourues pour les tentatives d'évasion ou les manquements sévères aux règles du camp allaient de l'isolement à l'exécution. Parmi les 64 188 prisonniers de guerre soviétiques, 18 318 moururent dans les camps de prisonniers finlandais.
Après la guerre, 1 381 Finlandais ayant eu un rôle dans l'administration des camps de prisonniers furent poursuivis pour leurs crimes d'après les témoignages d'anciens prisonniers de guerre, parmi lesquels 723 furent condamnés à des peines variables et 658 furent relâchés sans condamnation. Ces accusés avaient à répondre de 42 exécutions et 242 meurtres. Parmi ces morts, il y avait 7 cas d'assassinat d'anciens prisonniers, 10 cas de décès des suites de torture, 8 infractions au droit de propriété, 280 infractions aux autres droits et 86 autres crimes.
Bon nombre des immigrants soviétiques qui s'étaient installés en Carélie orientale après 1917 furent internés en camps de concentration. Parmi les détenus se trouvaient principalement des femmes, des enfants et des vieillards, du fait que la quasi-totalité des hommes comme des femmes en âge de travailler avaient été enrôlés dans l'armée ou réquisitionnés pour travailler dans les usines d'armement : seul un tiers des 47 000 habitants d'avant guerre restait en Carélie orientale lorsque les Finlandais l'occupèrent, et seulement la moitié d'entre eux était des Caréliens. Environ 30 % de la population russe restante (soit 24 000 personnes) furent donc parqués dans des camps, dont 6 000 réfugiés capturés sur les routes de l'exode alors qu'ils attendaient leur rapatriement en terre russe après la traversée du lac Onega, et 3 000 personnes ayant habité au-delà du Svir, dans le but de sécuriser l'arrière-pays au-delà de la ligne de front afin d'éviter au maximum les attaques de partisans. Le premier de ces camps fut ouvert le 24 octobre 1941 à Petrozavodsk. Durant le printemps et l'été 1941, 3 500 détenus périrent de malnutrition. Pendant la seconde moitié de 1942, le nombre de détenus chuta rapidement à 15 000, et comme les conditions sanitaires s'étaient améliorées dans les camps, « seulement » 500 autres personnes y perdirent la vie jusqu'à la fin de la guerre,.
En d'autres occasions, les Finlandais reçurent la garde d'environ 2 100 prisonniers de guerre soviétiques en échange des détenus qu'ils avaient remis aux Allemands. Ces prisonniers étaient majoritairement des Estoniens (voir : régiment d'infanterie finlandais 200) et des Caréliens désireux de s'enrôler dans l'armée finlandaise. Ceux-ci, rejoints par des volontaires originaires de la Carélie orientale occupée, formèrent le bataillon dit « du clan » (en finnois, le « Heimopataljoona »), surtout composé de Finnois d'Ingrie. À la fin du conflit, l'URSS exigea que lui soient livrés les membres de ce bataillon « de la tribu ». Quelques-uns réussirent à s'échapper avant ou pendant le transport, mais la majorité d'entre eux furent soit envoyés au goulag soit exécutés.
En 1941, avant même le début de la guerre de Continuation, un bataillon de volontaires finlandais avait déjà rejoint les Waffen-SS allemands avec l'accord tacite du gouvernement finlandais. Il était admis que le bataillon représenterait une marque de l'engagement finlandais dans la coopération avec l'Allemagne nazie et que les volontaires finlandais ne seraient pas engagés dans des combats les opposant à des Britanniques ou des Grecs (les seules nations européennes en guerre avec l'Allemagne au moment de l'accord). Ce bataillon, dénommé le Finnisches Freiwilligen bataillon servit comme une unité de la division SS Wiking en Ukraine et dans le Caucase. Le bataillon fut retiré du front en mai 1943 et transféré à Tallinn où il fut dissous le 11 juillet. Ses soldats furent ensuite affectés dans différentes unités de l'armée finlandaise.

## La fin de la guerre

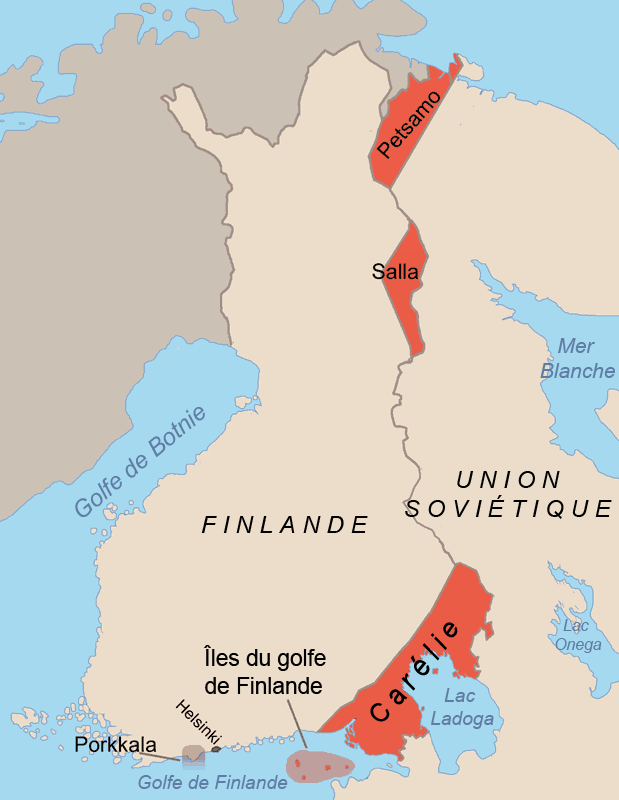
Zones cédées à l'URSS par la Finlande.

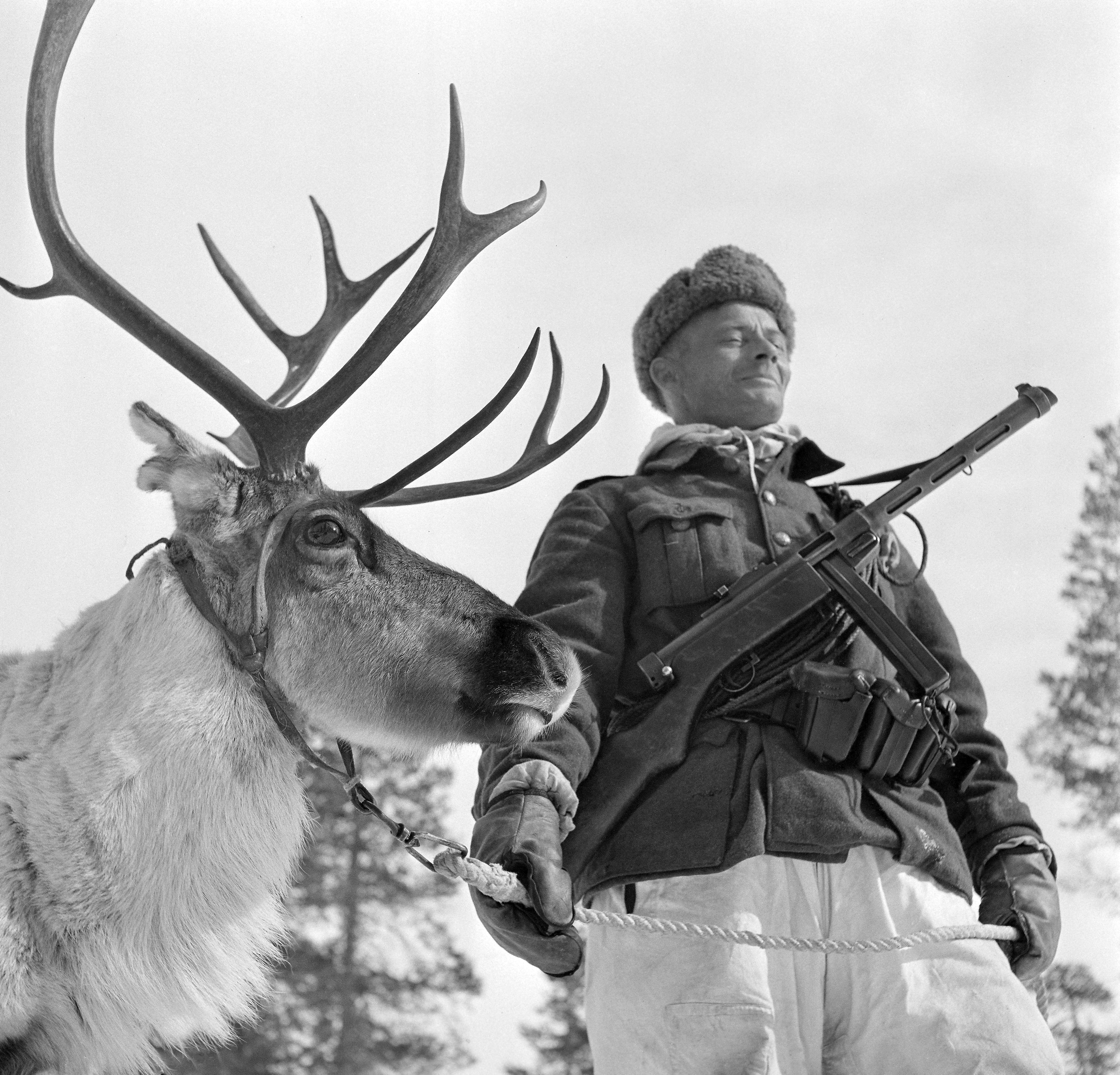
Soldat sami Rájá-Jovnna portant un pistolet-mitrailleur Suomi KP31 et accompagné d'un renne (Rangifer tarandus). Mai 1944.

La Finlande commença vraiment à chercher activement une issue à la guerre après la défaite allemande désastreuse à Stalingrad en janvier-février 1943. Lorsque Edwin Linkomies forma son nouveau cabinet, le processus de paix était alors son objectif primordial. Entre 1943 et 1944, les négociations furent conduites de manière intermittente entre la Finlande et son représentant Juho Kusti Paasikivi d'une part, et les Alliés occidentaux et l'Union soviétique d'autre part, mais aucun accord ne fut conclu. Staline décida de contraindre la Finlande à la reddition, tout d'abord avec une campagne de bombardements visant à terroriser les civils. La « bataille d'Helsinki » en février 1944 comprenait trois assauts aériens majeurs sur la capitale, totalisant pas moins de 6 000 sorties de bombardiers. Néanmoins, la défense anti-aérienne finlandaise parvint assez bien à repousser ces raids, on estime que seuls 5 % des bombes atteignirent les cibles initialement désignées. D'autres attaques aériennes majeures prirent pour cible Oulu et Kotka, et d'autres raids multiples eurent lieu sur de nombreuses cibles. Néanmoins, grâce aux alertes transmises par les renseignements et aux succès de la défense anti-aérienne, les victimes furent relativement peu nombreuses en comparaison avec celles causées par les bombardements des villes d'Europe centrale ou de Tallinn. L'esprit combatif de la population resta de ce fait intact.
Le 9 juin 1944, l'Union soviétique lança une grande offensive contre les positions finlandaises dans l'isthme de Carélie et dans le secteur du lac Ladoga. Cette opération majeure avait été planifiée pour coïncider avec le jour J. Au deuxième jour de l'offensive, les Soviétiques firent céder les lignes finlandaises, et dans les semaines qui suivirent le rythme de leur avancée sembla en mesure de menacer rapidement l'intégrité de la Finlande en tant qu'État indépendant. Sur la percée large de 21,7 kilomètres, les Soviétiques avaient massé 2 851 pièces de 45 mm et 130 pièces de 50 mm. Dans les secteurs les mieux gardés du front de l'isthme de Carélie, l'URSS avait disposé plus de 200 canons par kilomètre de front (soit un tous les 5 mètres). Le 9 juin, par exemple, l'artillerie soviétique tira plus de 80 000 coups sur l'isthme de Carélie. La première semaine de combats lors de l'offensive sur l'isthme de Carélie constitue l'une des plus grandes offensives de la Seconde Guerre mondiale en Europe. Les troupes soviétiques libérèrent Petrozadovsk le 28 juin. Avant de se replier, les Finlandais avaient pris le soin de fournir à la population l'équivalent de deux semaines de ravitaillement. Il s'agit d'un fait rare, et peut-être même unique, dans l'histoire de la guerre.
À ce moment du conflit, la Finlande manquait tout particulièrement d'armement antichar moderne, qui seul pouvait stopper l'avance des chars soviétiques, ce que le ministre des affaires étrangères allemand Joachim von Ribbentrop proposa en échange de l'assurance que la Finlande ne tenterait plus de conclure une paix séparée. Le 26 juin, le président Risto Ryti donna son accord comme une marque personnelle de son engagement, qu'il comptait tenir jusqu'à la fin de son mandat. En plus des livraisons de matériel, Hitler envoya alors quelques brigades de canons d'assaut ainsi qu'une unité de chasseurs-bombardiers de la Luftwaffe pour aider temporairement la Finlande dans les secteurs les plus menacés de son front.
Avec ces nouvelles livraisons en provenance d'Allemagne, la Finlande était à présent en mesure de maîtriser la situation, et parvint à arrêter les Soviétiques début juillet. À ce moment-là, les Finlandais avaient reculé de près de 100 kilomètres, les ramenant à peu près aux positions qu'ils tenaient à la fin de la guerre d'Hiver. Cette ligne était connue sous le nom de « ligne VKT » (pour « Viipuri-Kuparsaari-Taipale », allant de Vyborg jusqu'à la Vuoksi, puis suivant le cours de la rivière jusqu'au lac Ladoga à Taipale) où l'avancée soviétique avait été stoppée à l'occasion de la bataille de Tali-Ihantala, ce malgré leur supériorité matérielle et numérique. Mais la Finlande était déjà devenue un théâtre d'opération secondaire dans la tête des stratèges soviétiques, qui braquaient à présent leurs armes en direction de la Pologne et l'Europe du Sud-Est. Le succès des Alliés en Normandie se confirmait, les Anglo-américains poussaient déjà en direction de l'Allemagne et les Soviétiques ne comptaient surtout pas leur laisser champ libre en Europe centrale. Bien que le front eût été une fois encore stabilisé en Finlande, les Finlandais, désormais à bout de forces, souhaitaient à tout prix sortir de la guerre.
Mannerheim avait fréquemment rappelé aux Allemands qu'au cas où leurs troupes se retiraient d'Estonie, la Finlande serait alors dans l'obligation de conclure une paix séparée, même si les termes de l'accord s'avéraient très défavorables. Une Estonie occupée par les Soviétiques aurait en effet donné à l'ennemi une base de départ très favorable à un assaut amphibie ou pour ses bombardiers, et interdirait tout accès à la mer pour les Finlandais. Lorsque les Allemands furent contraints de se replier, le désir des Finlandais de voir un terme à la guerre s'amplifia encore. Réalisant peut-être la réalité des craintes finlandaises, la réaction initiale allemande se limita seulement à des injonctions verbales contre l'annonce finlandaise de sa volonté de trouver une paix séparée. Néanmoins, les Nazis mirent aux arrêts des centaines de marins finlandais au mouillage avec leurs navires en Allemagne, au Danemark et en Norvège.
Le président Ryti démissionna et le chef militaire et héros national Carl Gustaf Emil Mannerheim fut exceptionnellement nommé président par le gouvernement, acceptant cette responsabilité jusqu'à la fin du conflit.
Le 4 septembre, un cessez-le-feu mit un terme aux opérations militaires du côté finlandais. L'Union soviétique cessa les hostilités exactement 24 heures après les Finlandais. Un armistice fut signé à Moscou le 19 septembre entre l'Union soviétique et la Finlande. La Finlande dut se plier à de nombreuses concessions compensatoires : l'Union soviétique retrouvait ses frontières de 1940, avec en plus la zone de Petsamo ; la péninsule de Porkkala (proche de la capitale finlandaise Helsinki) fut louée à la marine soviétique pour 50 ans (elle fut finalement restituée en 1956) ; et l'URSS obtenait des droits de transit sur le territoire finlandais ; l'armée finlandaise devait être démobilisée en toute hâte, et la Finlande devait expulser au plus vite toutes les troupes allemandes encore stationnées dans le pays. Comme les Allemands refusèrent de se plier à cette exigence, les Finlandais n'eurent pas d'autre choix que de lutter dès lors contre leurs anciens alliés, durant la guerre de Laponie.
Les Finlandais durent également démanteler les champs de mines disposés en Carélie (ainsi qu'en Carélie orientale) et dans le golfe de Finlande (ainsi qu'en Laponie par la suite). Le nettoyage des mines fut une opération de longue haleine, tout particulièrement dans les secteurs maritimes, durant jusqu'en 1952, tuant plus de 100 démineurs et en blessant 200, la plupart d'entre eux en Laponie. Jusque dans les années 1970, on retrouvait de vieilles mines flottant dans le golfe de Finlande.

## Conclusion
Rétrospectivement, la guerre de Continuation peut ainsi être vue comme une tentative opportune de récupération des territoires perdus lors de la guerre d'Hiver, du fait de l'incorporation de la Finlande dans la sphère d'influence soviétique prévue par le pacte germano-soviétique. La Finlande choisit alors après le déclenchement de l'opération Barbarossa de se retrouver dans une situation de cobelligérance (et non d'alliance) avec l'Allemagne sans pour autant faire l'objet d'une occupation territoriale de la part de celle-ci (sans doute aussi en raison de sa situation géographique particulière). Ce partenariat de circonstances cessa lors du déclenchement de la guerre de Laponie une fois le contentieux peu ou prou réglé avec l'URSS.
Malgré des concessions territoriales non négligeables au profit des Soviétiques, la Finlande aura finalement pu conserver le principal à la fin de la guerre : son indépendance. Elle apparaîtra aux yeux des alliés, notamment les Occidentaux, plus comme un partenaire de circonstances de l'Allemagne voulant défendre ses intérêts nationaux, que comme un véritable allié de cette dernière. De plus, de nombreux analystes tiennent à croire que la Finlande avait fait là le bon choix pour sa destinée. Ce constat repose sur l'idée que si la Finlande n'avait pas d'abord rejoint le camp allemand dans sa lutte contre l'URSS, des tentatives d'occupation auraient eu lieu (en raison de ses ressources et de sa proximité géographique avec l'Allemagne) et auraient entraîné dans tous les cas la Finlande dans la guerre. À l'occupation allemande aurait alors pu succéder l'occupation soviétique qui aurait fait plonger directement le pays dans le bloc de l'Est après la fin de la guerre.
Par ailleurs, le maréchal Mannerheim, âgé, pourrait bien être à l'origine de quelques erreurs d'appréciation, notamment avec le discours du fourreau de l'épée à l'ordre du jour du 10 juillet 1941, mais à la fin de la guerre il avait gagné une réputation considérable tant parmi ses anciens ennemis que ses anciens alliés, en Finlande comme à l'étranger.
Dans tous les cas, la Finlande subit moins de dégâts imputables à la Seconde Guerre mondiale que n'importe quel autre pays impliqué dans le conflit. Seuls 2 000 civils finlandais furent tués pendant la guerre, et seule une étroite région frontalière avait été le théâtre de combats intenses. Pendant presque trois ans, jusqu'au 20 juin 1944, jour de la chute de Vyborg, aucune des principales villes finlandaises ne fut assiégée ou occupée. Enfin, la Finlande réussit à garder son indépendance, sa démocratie parlementaire et son économie de marché, contrairement aux États baltes, annexés par l'URSS, et aux « démocraties populaires » de l'Europe centrale et de l'est.
Après la guerre, la Finlande conserva ainsi son indépendance en « adaptant » sa politique étrangère (Finlandisation) afin d'éviter de brusquer l'URSS, superpuissance de l'époque, en contrepartie de l'abandon par le gouvernement soviétique d'une part de ses gains d'après guerre et d'une trop grande ingérence dans les affaires intérieures finlandaises. La Finlande signa également un accord de coopération et d'assistance mutuelle avec l'URSS qui assurait qu'en cas de conflit entre les puissances occidentales et le bloc de l'Est, la Finlande défendrait son territoire et son espace aérien des intrusions occidentales. Pour Moscou, une Finlande indépendante qui lui était liée par un traité de coopération était un moindre mal pour garder la Suède neutre dans la guerre froide, compromis protégeant pendant les 40 années à venir les intérêts stratégiques soviétiques dans une région bien plus grande.